# Granada (país)
Granada (Grenada en inglés, La Gwinad en criollo granadino francés) es un país insular de América, que forma parte de las Antillas Menores, en el mar Caribe. Es el segundo país independiente más pequeño del hemisferio occidental (después de San Cristóbal y Nieves) por lo que es considerado un micro-Estado. Se encuentra en la zona sureste del mar Caribe, al sur de San Vicente y las Granadinas, a 160 km al norte de Trinidad y Tobago y al nordeste del territorio continental de Venezuela, y a 109 km al sur de San Vicente y las Granadinas.
Granada está formada por la propia isla de Granada, dos islas más pequeñas, Carriacou y Pequeña Martinica, y varias islas pequeñas que se encuentran al norte de la isla principal y forman parte de las islas Granadinas. Su tamaño es de 348,5 kilómetros cuadrados, con una población estimada de 114.621 personas en 2024. Su capital es Saint George. Granada también es conocida como la "Isla de las Especias" debido a su producción de cultivos de nuez moscada y macis.
Antes de la llegada de los europeos al continente americano, Granada estaba habitada por pueblos indígenas de América del Sur. Cristóbal Colón avistó Granada en 1498 durante su tercer viaje a las Américas. Después de varios intentos fallidos de los europeos de colonizar la isla debido a la resistencia de los caribes residentes de la isla, el asentamiento y la colonización francesa comenzaron en 1649 y continuaron durante el siglo siguiente. El 10 de febrero de 1763, Granada fue cedida a los ingleses en virtud del Tratado de París. El dominio británico continuó hasta 1974 (a excepción de una breve toma de posesión francesa entre 1779 y 1783). Sin embargo, el 3 de marzo de 1967 se le concedió plena autonomía sobre sus asuntos internos como Estado asociado, y entre 1958 y 1962, Granada formó parte de la Federación de las Indias Occidentales, una efímera federación de colonias de las Indias Occidentales Británicas.
La independencia se concedió el 7 de febrero de 1974 bajo el liderazgo de Eric Gairy, quien se convirtió en el primer primer ministro de Granada como estado soberano. El nuevo país se convirtió en miembro de la Mancomunidad de Naciones. En marzo de 1979, el Movimiento Marxista-Leninista Movimiento New Jewel derrocó al gobierno de Gairy en un golpe de Estado incruento y estableció el Gobierno Revolucionario Popular (GRP), encabezado por Maurice Bishop como primer ministro. Bishop fue arrestado y ejecutado más tarde por miembros del Ejército Revolucionario Popular (PRA), suceso que se utilizó para justificar una invasión liderada por Estados Unidos en octubre de 1983. Desde entonces, la isla ha vuelto a una democracia representativa parlamentaria y se ha mantenido políticamente estable.
El país forma parte de la Mancomunidad de Naciones, siendo su forma de gobierno una monarquía parlamentaria. Además es miembro de la OEA, la CARICOM, la Organización de Estados del Caribe Oriental/OECO y la Asociación de Estados del Caribe/AEC. También forma parte del Caribe anglófono.

## Toponimia
Cuando Cristóbal Colón llegó a la isla en 1498 le otorgó el nombre de «Isla Concepción». Sin embargo, ese nombre le fue retirado en 1523, cuando los exploradores españoles lo cambiaron a «Granada», por la similitud que encontraron entre el terreno montañoso de la isla y Sierra Nevada, la cadena montañosa que rodea la ciudad española de Granada.
El nombre "Granada" aparece en los mapas españoles de la década de 1520 y se refiere a las islas del norte como Los Granadillos; aunque esas islas se consideraban propiedad del Rey de España, no hay registros que sugieran que los españoles intentaran colonizar en serio Granada Los franceses mantuvieron el nombre (como "La Grenade" en francés) tras su asentamiento y colonización en 1649. El 10 de febrero de 1763, la isla de La Grenade fue cedida a los británicos en virtud del Tratado de París. Los británicos la rebautizaron como "Grenada", uno de los muchos anglicismos de topónimos que impusieron allí.
En 1499, el explorador florentino Américo Vespucio al servicio de España recorrió la región con el explorador español Alonso de Ojeda y el cartógrafo Juan de la Cosa. Se dice que Vespucio rebautizó la isla con el nombre de "Mayo", aunque éste es el único mapa en el que aparece el nombre.
Los indígenas arahuacos que vivían en la isla antes de la llegada de los españoles le dieron el nombre de Camajuya.

## Historia

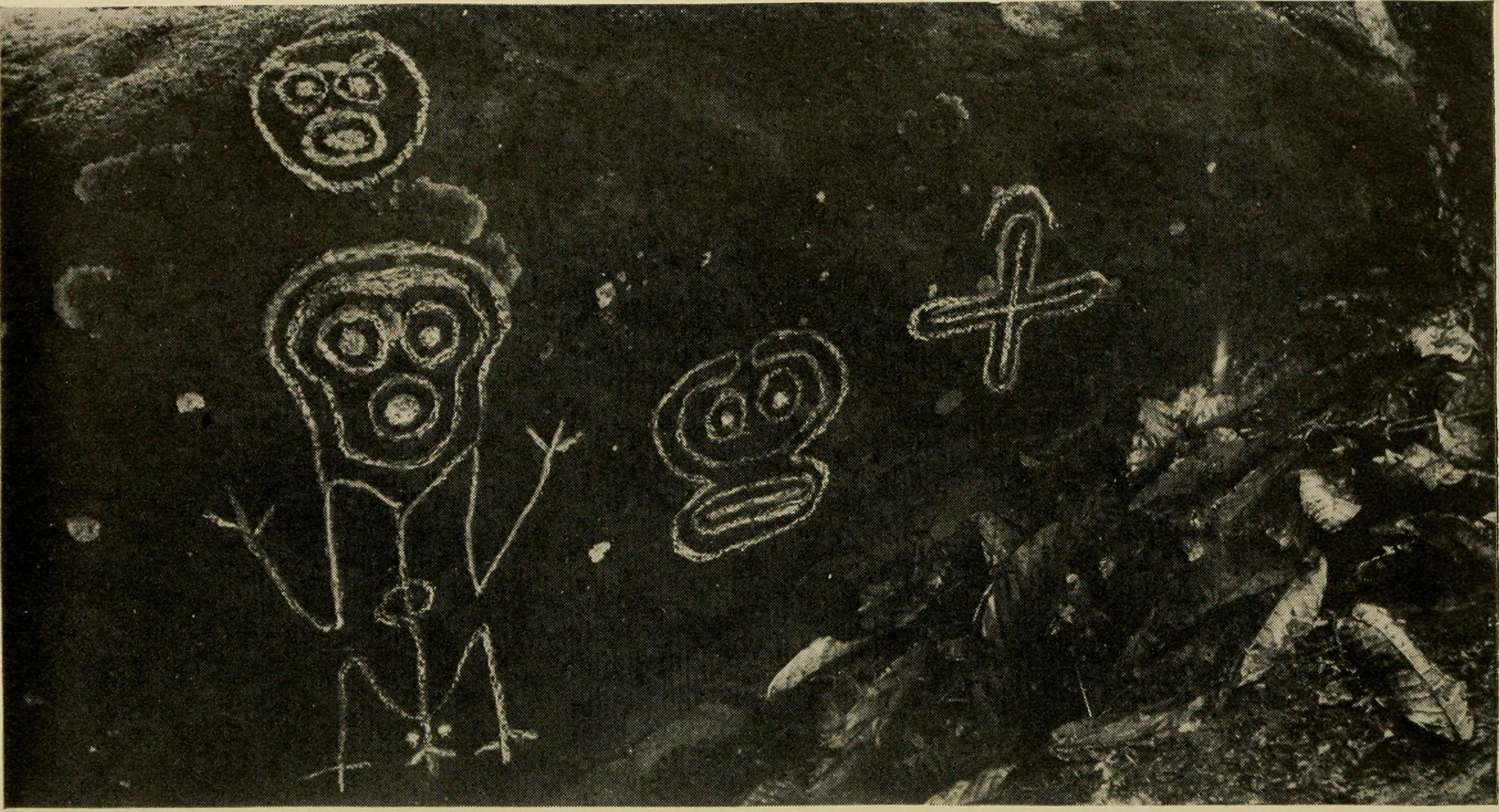
Petroglifos Indígenas de Granada

Hace aproximadamente 38 millones de años, en el Eoceno, la zona de lo que hoy es Granada emergió de un mar poco profundo como un volcán submarino. En tiempos recientes, la actividad volcánica ha sido inexistente, salvo en algunas de sus fuentes termales.

### Historia precolombina
Granada fue poblada por primera vez por pueblos procedentes de América del Sur, posiblemente durante la Era Arcaica del Caribe, aunque se carece de pruebas definitivas. La presencia humana más temprana proviene de las pruebas indirectas de los núcleos lacustres, a partir de ~3600 a. C. Las aldeas permanentes, menos efímeras, comenzaron alrededor del año 300 d. C. La población alcanzó su punto máximo entre el 750 y el 1250 d. C., y posteriormente se produjeron importantes cambios en la población, posiblemente como resultado de las sequías regionales o de la "invasión caribe", aunque esto último se basa en pruebas muy circunstanciales.
Cristóbal Colón llegó a la isla el 15 de agosto de 1498, el nombre que le dio fue Concepción, pero los españoles no intentaron asentarse, quedando la isla en poder de los indígenas durante un siglo y medio. En parte debido a la resistencia local, Granada (y gran parte de las Islas de Barlovento) permaneció sin colonizar durante casi 150 años después del paso de Colón. Cuando los franceses finalmente se asentaron en Granada en 1649, había al menos dos grupos indígenas separados: "Los "galibis" eran recién llegados del continente (alrededor del año 1250), mientras que el grupo que los franceses llamaron "caraibe" vivía en aldeas que, según las pruebas arqueológicas, habían estado ocupadas durante más de un milenio. Es decir, los nombres indígenas se invirtieron en Granada: los franceses llamaron "caribes" a los descendientes de los primeros pueblos de Granada, mientras que los galibis parecen haber llegado más recientemente desde el continente (y por lo tanto, más cerca del estereotipo Caribe).

### Colonización francesa
En junio de 1609, el primer intento de asentamiento por parte de los europeos fue realizado por una expedición inglesa de 24 colonizadores dirigidos por Mossis Goldfry, Hall, Lull y Robincon, que llegaron en los barcos Diana, el Penelope y el Endeavour. El asentamiento fue atacado y destruido por los indígenas de la isla y muchos fueron torturados y asesinados. Los pocos supervivientes fueron evacuados cuando los barcos regresaron el 15 de diciembre de 1609.

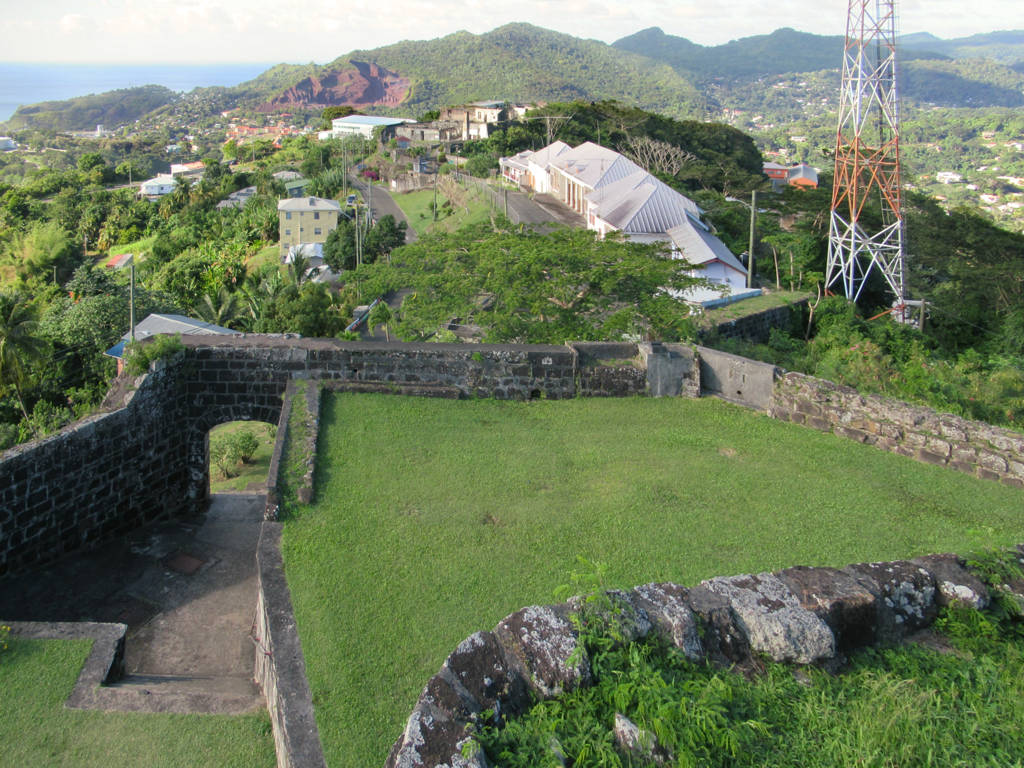
Los fuertes Frederick y Matthew en St. George's, Granada, Fueron construidos originalmente por los franceses a finales del

En 1649, una expedición francesa de 203 hombres procedentes de Martinica y dirigida por Jacques Dyel du Parquet fundó un asentamiento permanente en Granada. Firmaron un tratado de paz con el jefe caribe Kairouane, pero a los pocos meses estalló un conflicto entre las dos comunidades. Esto duró hasta 1654, cuando la isla fue completamente subyugada por los franceses. Los pueblos indígenas que sobrevivieron se marcharon a las islas vecinas o se retiraron a las zonas más remotas de Granada, donde acabaron desapareciendo en el siglo XVIII. La guerra continuó durante el siglo XVII entre los franceses de Granada y los caribes de las actuales Dominica y San Vicente y las Granadinas.
Los franceses llamaron a su nueva colonia La Grenade (traducción del nombre español Granada), y la economía se basó inicialmente en la caña de azúcar y el índigo, trabajados por esclavos africanos. Los franceses establecieron una capital conocida como Fort Royal (posteriormente St. George). Para resguardarse de los huracanes, la armada francesa solía refugiarse en el puerto natural de la capital, ya que ninguna de las islas francesas cercanas tenía un puerto natural comparable al de Fort Royal.
En 1700, Granada tenía una población de 257 blancos, 53 negros y 525 esclavos. Había 3 haciendas azucareras, 52 plantaciones de añil, 64 caballos y 569 cabezas de ganado. Entre 1705 y 1710 los franceses construyeron el Fuerte Real en St. George's, hoy conocido como Fuerte George. El colapso de las haciendas azucareras y la introducción del cacao y el café en 1714 fomentaron el desarrollo de pequeñas explotaciones de tierra, y la isla desarrolló una clase de campesinos propietarios.

### Colonización británica
Granada fue cedida formalmente a Gran Bretaña por el Tratado de París en 1763. Los franceses volvieron a capturar la isla durante la Guerra de la Independencia, después de que el conde d'Estaing ganara la sangrienta batalla terrestre y naval de Granada en julio de 1779. Sin embargo, la isla fue devuelta a Gran Bretaña con el Tratado de Versalles en 1783. Una década más tarde, el descontento con el gobierno británico condujo a una revuelta pro-francesa en 1795-96 liderada por Julien Fédon, que fue derrotada con éxito por los británicos.

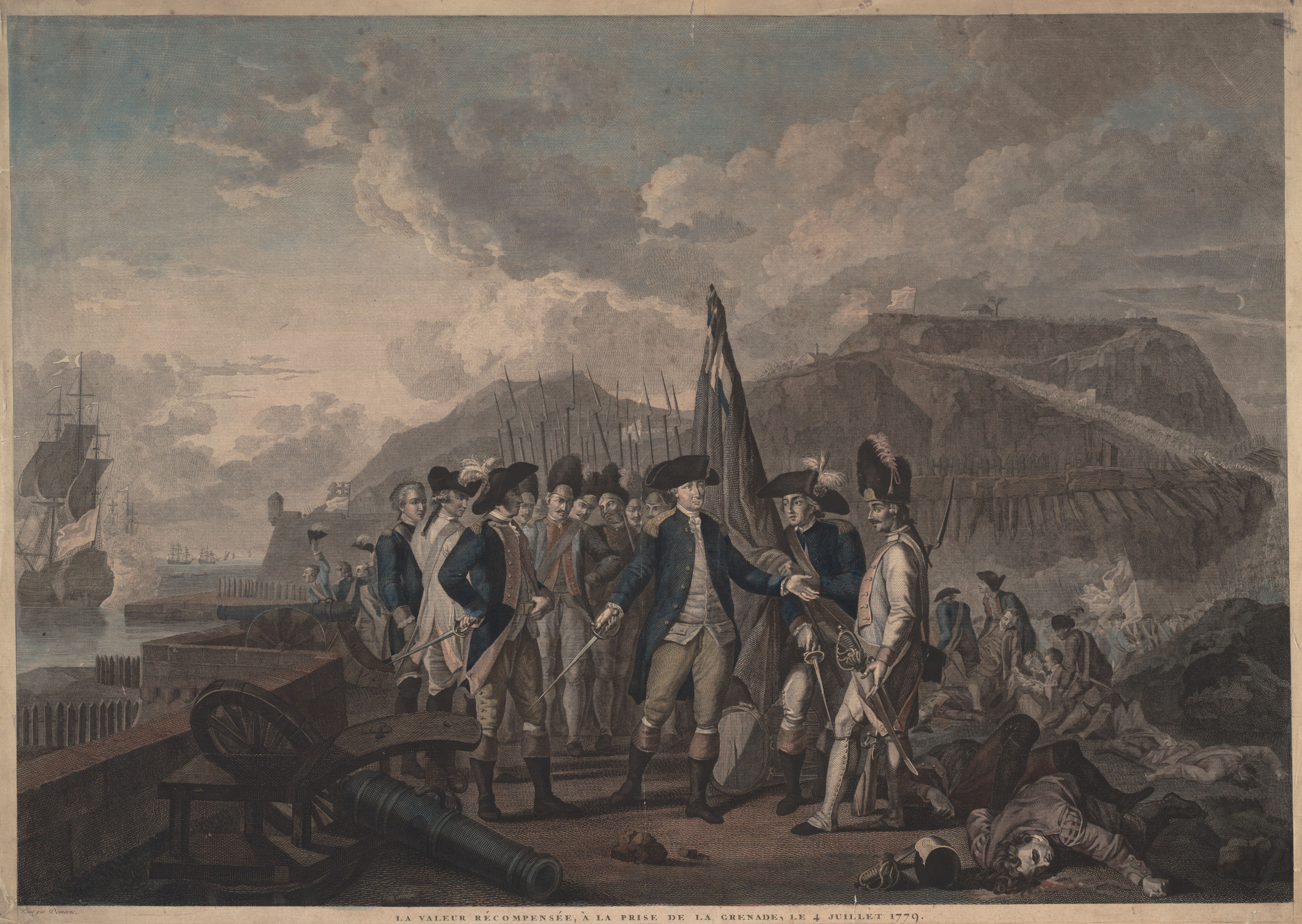
La captura francesa de Granada en 1779; la isla fue devuelta a los ingleses por el Tratado de Versalles de 1783

Julien Fédon, un mestizo propietario de la finca Belvedere en la parroquia de San Juan, lanzó una rebelión contra el dominio británico en la noche del 2 de marzo de 1795, con ataques coordinados a las ciudades de La Baye y Gouyave. Fédon estaba claramente influenciado por las ideas surgidas de la Revolución Francesa y contó con el apoyo inicial de asesores revolucionarios franceses. Entre marzo de 1795 y junio de 1796, Fédon y sus tropas controlaron toda Granada excepto la parroquia de San Jorge, sede del gobierno. Durante esos meses de insurgencia, miles de esclavizados se unieron a las fuerzas revolucionarias, y unos 7.000 perecieron en el asalto final contra la fortaleza de la montaña en junio de 1796, hoy conocido como el Campamento de Fédon. Después, cientos de "bandoleros" fueron perseguidos y ejecutados públicamente, pero el propio Fédon nunca fue capturado y su destino sigue siendo desconocido.
A medida que la economía de Granada crecía, cada vez más esclavos africanos eran transportados por la fuerza a la isla. Gran Bretaña acabó prohibiendo el comercio de esclavos dentro del Imperio británico en 1807, y la esclavitud se prohibió por completo en 1834. Para paliar la consiguiente escasez de mano de obra, en 1857 se introdujeron en Granada inmigrantes procedentes de la India.
La nuez moscada se introdujo en Granada en 1843, cuando un barco mercante hizo escala de camino a Inglaterra desde las Indias Orientales. El barco llevaba una pequeña cantidad de árboles de nuez moscada a bordo que dejaron en Granada, y este fue el comienzo de la industria granadina de la nuez moscada que ahora suministra casi el 40 % de la cosecha anual del mundo.

### Período colonial posterior
En 1857 llegaron los primeros inmigrantes de las Indias Orientales. En 1871 Granada se conectó al telégrafo. En 1872 se construyó la primera escuela secundaria. El 3 de diciembre de 1877 el modelo de colonia pura de la Corona sustituyó al antiguo sistema de gobierno representativo de Granada. El 3 de diciembre de 1882 se inauguró en Gouyave el mayor embarcadero de madera jamás construido en Granada. En 1885, tras la salida de Barbados de las Islas de Barlovento británicas, la capital de la confederación colonial se trasladó de Bridgetown a St. George en Granada. De 1889 a 1894 se construyó el túnel Sendall, de 340 pies, para los carros de caballos.
Theophilus A. Marryshow fundó la Asociación de Gobierno Representativo (RGA) en 1917 para promover un régimen constitucional nuevo y participativo para el pueblo granadino. En parte como resultado de la presión de Marryshow, la Comisión Wood de 1921-22 concluyó que Granada estaba preparada para una reforma constitucional en forma de gobierno de colonia de la Corona modificado. Esta modificación concedió a los granadinos el derecho a elegir a cinco de los quince miembros del Consejo Legislativo, con un derecho de propiedad restringido que permitía votar al 4 % de los granadinos adultos más ricos. Marryshow fue nombrado Comandante de la Orden del Imperio Británico (CBE) en 1943.
En 1950, Eric Gairy fundó el Partido Laborista Unido de Granada (GULP), inicialmente como sindicato, que lideró la huelga general de 1951 para mejorar las condiciones de trabajo. El 10 de octubre de 1951, Granada celebró sus primeras elecciones generales por sufragio universal, en las que el partido de Gairy obtuvo seis de los ocho escaños en liza.
El 22 de septiembre de 1955, el huracán Janet azotó Granada, matando a 500 personas y destruyendo el 75% de los árboles de nuez moscada. Un nuevo partido político, el Partido Nacional de Granada, dirigido por Herbert Blaize, se presentó a las elecciones generales de 1957 y, con la colaboración de los miembros independientes elegidos, arrebató el control del Consejo Legislativo al Partido Laborista Unido de Granada.
De 1958 a 1962, Granada formó parte de la Federación de las Indias Occidentales. En 1960, otra evolución constitucional estableció el cargo de ministro principal, convirtiendo al líder del partido mayoritario en el Consejo Legislativo, que en ese momento era Herbert Blaize, en jefe efectivo del gobierno. En marzo de 1961, el Partido Laborista Unido de Granada ganó las elecciones generales y George E.D. Clyne fue nombrado ministro principal hasta que Eric Gairy fue elegido en unas elecciones parciales y asumió el cargo en agosto de 1961. También en 1961 el crucero Bianca C se incendió en el puerto de St Georges. Todos los que estaban a bordo fueron rescatados excepto el maquinista, que sufrió quemaduras mortales. En abril de 1962, el administrador de Granada, el representante de la reina Isabel II en la isla, James Lloyd, suspendió la constitución, disolvió el Consejo Legislativo y destituyó a Eric Gairy como ministro principal, tras las acusaciones de mal manejo financiero de éste. En las elecciones generales de 1962, el Partido Nacional de Granada obtuvo la mayoría y Herbert Blaize fue nombrado ministro principal por segunda vez.
Tras el colapso de la federación, el 3 de marzo de 1967 se concedió a Granada plena autonomía sobre sus asuntos internos como Estado Asociado. Herbert Blaize, del Partido Nacional de Granada (PNG), fue el primer primer ministro del Estado Asociado de Granada de marzo a agosto de 1967. Eric Gairy fue primer ministro desde agosto de 1967 hasta febrero de 1974.

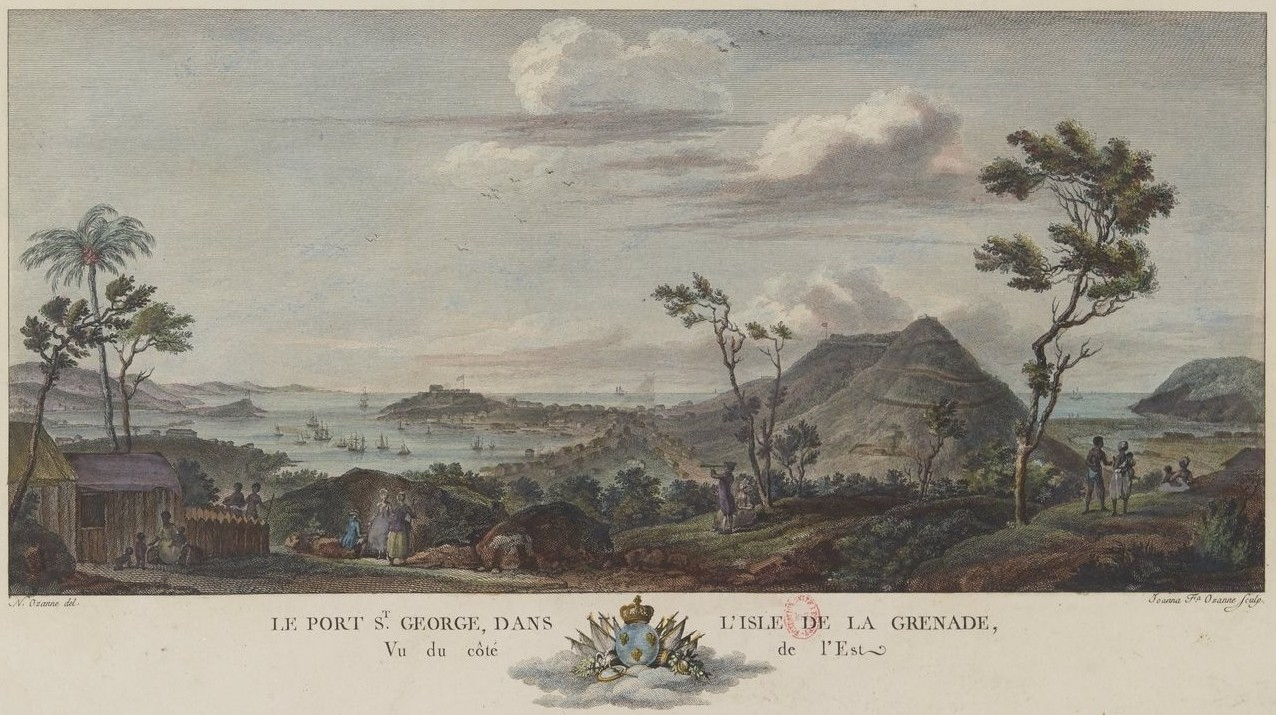
Representación de Granada en 1776

### Independencia
Granada consiguió la independencia de la Corona británica en 1974 y en 1979, tras un período de gran inestabilidad política, el carismático y popular líder de izquierdas Maurice Bishop, junto a su Movimiento New Jewel, se hicieron con el poder. En particular, el régimen trabajó para desarrollar políticas sociales: se creó un Centro de Educación Popular para coordinar las iniciativas educativas del gobierno, incluidas las campañas de alfabetización. Se permitía el aprendizaje del criollo granadino en las escuelas. Sin embargo, la tendencia del gobierno de Bishop a marginar el papel de la Iglesia en la educación contribuyó al deterioro de las relaciones con el clero. En el sector de la salud, se realizaron consultas médicas gratuitas con la ayuda de Cuba, que proporcionó médicos, y se distribuyó leche a las mujeres embarazadas y a los niños. En el sector económico, las autoridades crearon un sistema de préstamos financieros y equipamiento para los agricultores, y se crearon cooperativas agrícolas para desarrollar la actividad. El gobierno de Bishop también trabajó para desarrollar las infraestructuras, incluyendo la construcción de nuevas carreteras y la mejora de la red eléctrica. Por último, el gobierno reprimió el cultivo de marihuana para fomentar el cultivo de alimentos y reducir la violencia. A nivel internacional, Granada estaba cada vez más aislada. El socialismo de Bishop y su cooperación con la Cuba de Fidel Castro no fue bien recibido por las naciones conservadoras de la zona como Barbados, Dominica y los Estados Unidos. El Reino Unido suspendió la ayuda económica y Estados Unidos utilizó su influencia para bloquear los préstamos del Fondo Monetario Internacional y el Banco Mundial.

### Golpe de Estado de 1983
Una disputa con el ala comunista, leal a Bernard Coard (del partido que estaba en el poder), hizo que New Jewel promoviera un golpe de Estado y la ejecución de Bishop el 19 de octubre de 1983. El 16 de octubre de 1983, Bernard Coard y su esposa, Phyllis, respaldados por el ejército granadino, dieron un golpe de Estado contra el gobierno de Maurice Bishop y lo pusieron bajo arresto domiciliario. Estas acciones provocaron manifestaciones callejeras en varias partes de la isla, ya que Bishop contaba con un amplio apoyo de la población. Como Bishop era un líder ampliamente popular, fue liberado por apasionados partidarios que marcharon en masa hacia su residencia vigilada desde una concentración en la plaza central de la capital. A continuación, Bishop condujo a la multitud hasta el cuartel general de la isla para reafirmar su poder. Los soldados granadinos fueron enviados en vehículos blindados por la facción de Coard para retomar el fuerte. Un enfrentamiento entre soldados y civiles en el fuerte terminó con disparos y pánico. Tres soldados y al menos ocho civiles murieron en el tumulto que también hirió a otras cien personas, según constató posteriormente un estudio patrocinado por la escuela. Cuando el tiroteo inicial terminó con la rendición de Bishop, este y siete de sus partidarios más cercanos fueron hechos prisioneros y ejecutados por un pelotón de fusilamiento de soldados. Además de Bishop, el grupo incluía a tres ministros de su gabinete, un líder sindical y tres trabajadores del sector servicios.
Tras la ejecución de Bishop, el Ejército Revolucionario del Pueblo (ERP) formó un gobierno militar marxista con el general Hudson Austin como presidente. El ejército declaró un toque de queda total de cuatro días.

### Invasión de Estados Unidos

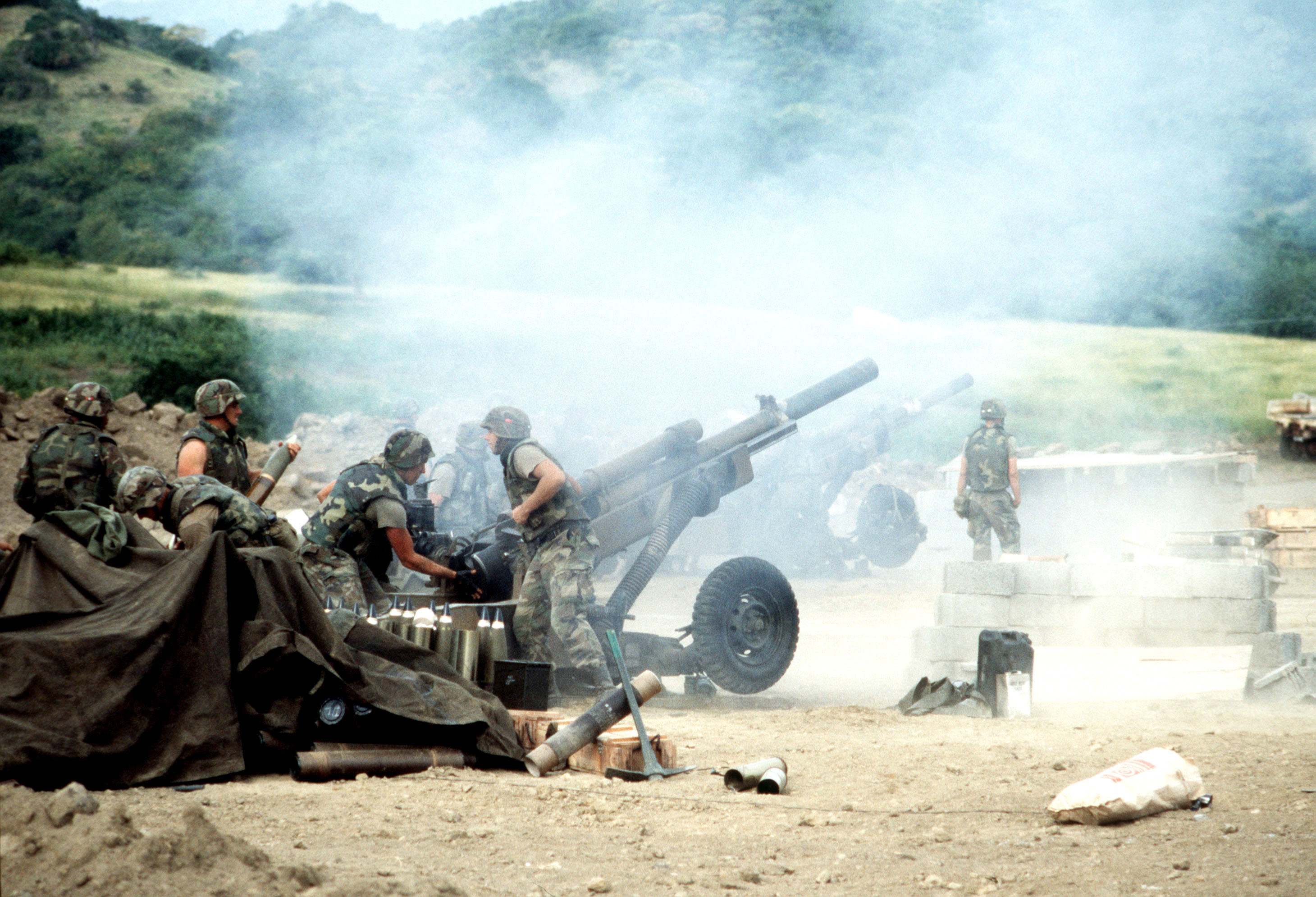
Obús M102 estadounidense disparando durante la invasión.

El derrocamiento de un gobierno moderadamente socialista por uno que era una dictadura militar que algunos afirmaban que era comunista preocupó a la administración del presidente estadounidense Ronald Reagan. Reagan también afirmó que era especialmente preocupante la presencia de trabajadores de la construcción y personal militar cubano construyendo una pista de aterrizaje de 3000 metros en Granada. Bishop había declarado que el propósito de la pista de aterrizaje era permitir el aterrizaje de aviones comerciales, pero algunos analistas militares estadounidenses argumentaron que la única razón para construir una pista tan larga y reforzada era para que pudiera ser utilizada por aviones de transporte militar pesados. Los contratistas, las empresas estadounidenses y europeas y la CEE, que aportó una financiación parcial, afirmaron que la pista de aterrizaje no tenía capacidad militar. [cita requerida] Reagan afirmó que Cuba, bajo la dirección de la Unión Soviética, utilizaría Granada como parada para repostar aviones cubanos y soviéticos cargados de armas destinadas a los insurgentes comunistas centroamericanos.
El 25 de octubre de 1983, fuerzas combinadas de Estados Unidos y del Sistema de Seguridad Regional (RSS) con base en Barbados invadieron Granada en una operación cuyo nombre en clave era Operación Furia Urgente. Los Estados Unidos declararon que se hizo a instancias de los gobiernos de Barbados y Dominica y del gobernador general de Granada, Sir Paul Scoon. El progreso fue rápido y en cuatro días los estadounidenses habían eliminado el gobierno militar de Hudson Austin.

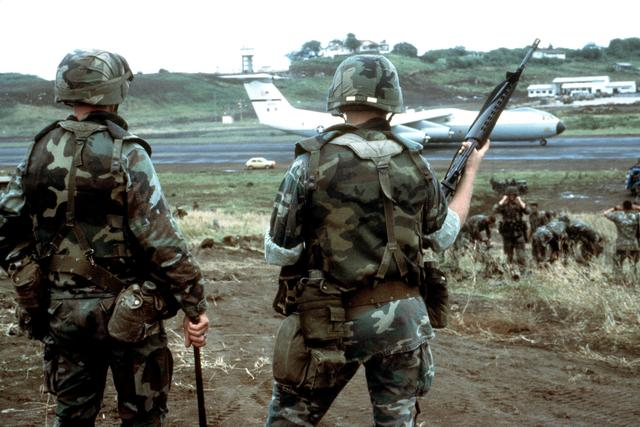
Solados estadounidenses el 3 de noviembre de 1983.

La invasión fue muy criticada por los gobiernos de Gran Bretaña, Trinidad y Tobago y Canadá. La Asamblea General de las Naciones Unidas la condenó como «una flagrante violación del derecho internacional» por 108 votos a favor, 9 en contra y 27 abstenciones. El Consejo de Seguridad de las Naciones Unidas consideró una resolución similar, que fue apoyada por 11 naciones. Sin embargo, Estados Unidos vetó la propuesta.
En 1983, la isla fue invadida por las fuerzas militares de los Estados Unidos y de otras seis naciones caribeñas dentro de una campaña militar llamada Operación Furia Urgente. La excusa utilizada por el Gobierno estadounidense para intervenir militarmente en Granada fue que su pueblo representaba una «amenaza» a la seguridad de los estadounidenses residentes en el país caribeño debido a «la inestabilidad política». Las tropas capturaron rápidamente a los líderes izquierdistas granadinos y a sus consejeros cubanos, muchos de los cuales estaban trabajando en la construcción de un gran aeropuerto para la isla que fue completado por los EE. UU. algunos años más tarde. Una de las preocupaciones tácticas conocidas de los estadounidenses era la recuperación con vida de sus naturales matriculados en la Universidad de San Jorge.

### Granada desde 1983
Cuando las tropas estadounidenses se retiraron de Granada en diciembre de 1983, Nicholas Brathwaite, del Congreso Nacional Democrático, fue nombrado primer ministro de una administración provisional por el gobernador General Scoon hasta que se pudieran organizar elecciones. Las primeras elecciones democráticas desde 1976 se celebraron en diciembre de 1984, y fueron ganadas por el Partido Nacional de Granada bajo el mando de Herbert Blaize, que fue primer ministro hasta su muerte en diciembre de 1989.
Ben Jones sucedió brevemente a Blaize como primer ministro y ocupó el cargo hasta las elecciones de marzo de 1990, que fueron ganadas por el Congreso Nacional Democrático bajo el mando de Nicholas Brathwaite, quien volvió a ser primer ministro por segunda vez hasta que dimitió en febrero de 1995. Le sucedió George Brizan, que ocupó el cargo durante un breve periodo hasta las elecciones de junio de 1995, en las que ganó el Nuevo Partido Nacional de Keith Mitchell, quien ganó las elecciones de 1999 y 2003, y ocupó el cargo durante un periodo récord de 13 años, hasta 2008. Mitchell restableció las relaciones con Cuba y también reformó el sistema bancario del país, que había sido criticado por posibles problemas de blanqueo de dinero.

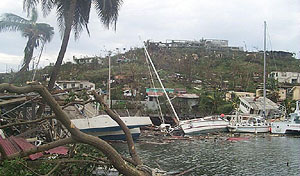
Daños causados por el Huracán Iván

Entre los años 2000 y 2002, gran parte de la controversia de finales de los 70 y principios de los 80 volvió a salir a la luz pública con la apertura de la comisión de la verdad y la reconciliación. La comisión estaba presidida por un sacerdote católico, el padre Mark Haynes, y se le encomendó la tarea de descubrir las injusticias derivadas del PRA, el régimen de Bishop y otros anteriores. Celebró varias audiencias en todo el país. El Hermano Robert Fanovich, director del Presentation Brothers' College (PBC) de St. George, encargó a algunos de sus alumnos de último curso la realización de un proyecto de investigación sobre la época y, en concreto, sobre el hecho de que nunca se descubriera el cadáver de Maurice Bishop. Paterson también descubrió que en la sociedad granadina seguía existiendo un gran resentimiento derivado de la época y la sensación de que había muchas injusticias aún sin resolver.
El 7 de septiembre de 2004, tras 49 años sin huracanes, la isla sufrió el impacto directo del huracán Iván. Iván golpeó como un huracán de categoría 3, causando 39 muertes y daños o destrucción en el 90 % de las viviendas de la isla. El 14 de julio de 2005, el huracán Emily, de categoría 1 en ese momento, azotó la parte norte de la isla con vientos de 80 nudos (150 km/h; 92 mph), matando a una persona y causando daños por un valor estimado de 110 millones de dólares (99,21 millones de euros). La agricultura, y en particular la industria de la nuez moscada, sufrió graves pérdidas, pero ese acontecimiento ha iniciado cambios en la gestión de los cultivos y se espera que, a medida que maduren los nuevos árboles de nuez moscada, la industria se recupere gradualmente.
Mitchell fue derrotado en las elecciones de 2008 por el NDC de Tillman Thomas, sin embargo, ganó las elecciones generales de 2013 en Granada por una gran diferencia y el NNP volvió al poder, ganando de nuevo por otra gran diferencia en 2018. En 2016, Granada votó en un referéndum para el cambio de Constitución con el objetivo de realizar una serie de cambios en su forma de gobierno como limitar los mandatos políticos, la fijación de las fechas de las elecciones, el cambio de nombre del país que incluyera a las islas de Carriacou y Petite Martinique o la desvinculación del Consejo Privado del Reino Unido. Sin embargo, el referéndum no fue aprobado, contando con una baja participación y ninguna de las propuestas alcanzó el mínimo respaldo popular exigido para su entrada en vigor.
En marzo de 2020, Granada confirmó su primer caso de COVID-19, cuyos efectos económicos se espera que rivalicen con los de anteriores crisis, incluido el huracán Iván.

## Gobierno y política

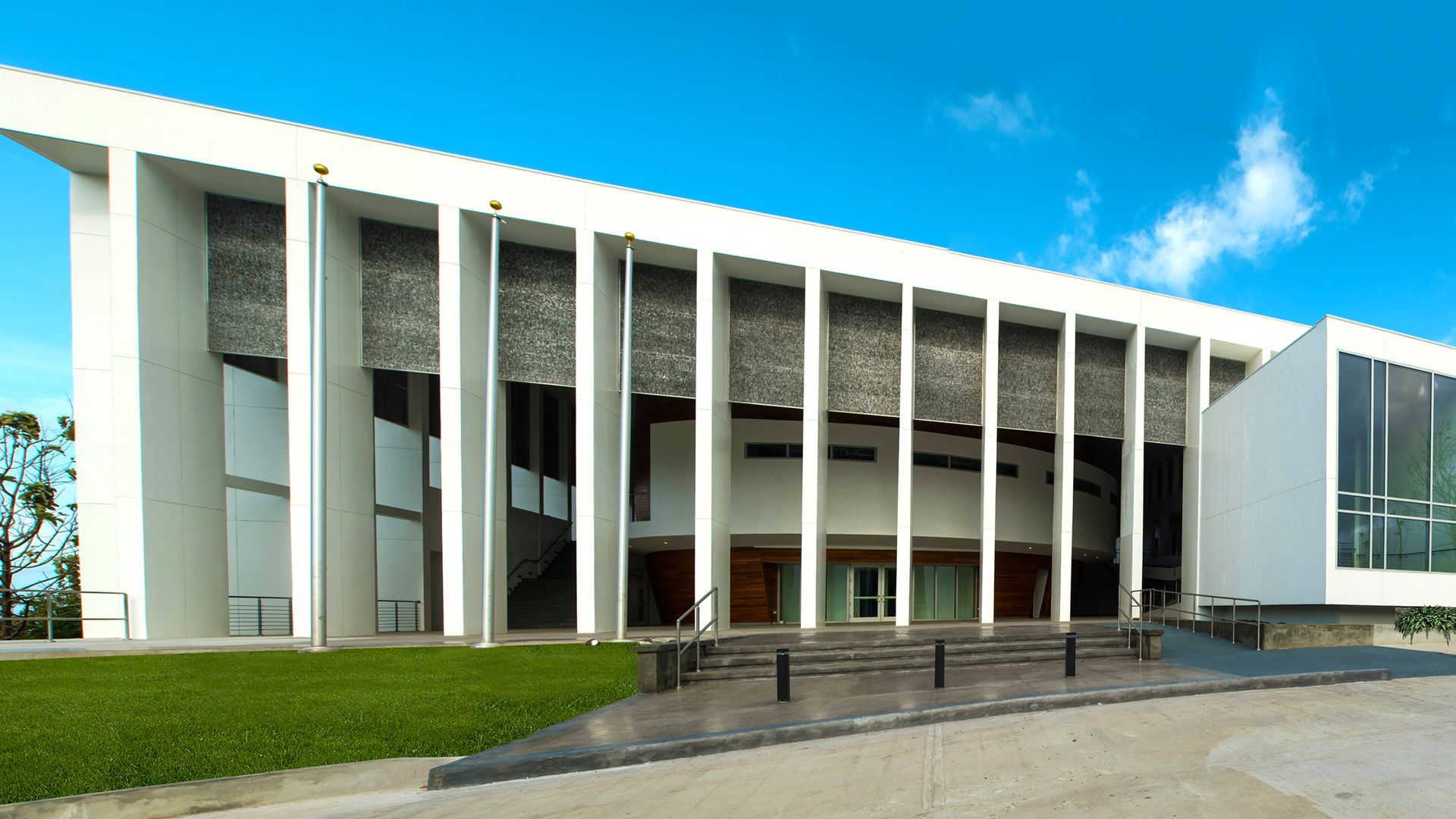
Nuevo Edificio del Parlamento de Granada, inaugurado en 2018 fue financiado parcialmente con ayuda de México y los Emiratos Árabes

Al ser una monarquía parlamentaria dentro de la Mancomunidad de Naciones, el rey Carlos III es formalmente el jefe de Estado. El monarca británico está representado por un gobernador general, aunque el poder ejecutivo real recae sobre el líder del gobierno, el primer ministro. Aunque el primer ministro de Granada es nombrado por el gobernador general, este suele ser el líder del partido con más representación en el Parlamento.
El Parlamento granadino consiste en un Senado (con 13 miembros) y una Cámara de Representantes (con 15 miembros). Los senadores son nombrados por el Gobierno y la oposición, mientras que los representantes son elegidos por el pueblo cada 5 años. Con el 58,7 % de los votos, obteniendo todos los 15 escaños del Parlamento en las elecciones de 2013, el Nuevo Partido Nacional permanece como principal partido político en el país. El partido principal de la oposición es el Congreso Nacional Democrático, el cual obtuvo el 40,8 % de los votos pero no obtuvo ningún escaño.
El Régimen de la Seguridad Social de Granada es un miembro de pleno derecho de la Conferencia interamericana de seguridad social (CISS) desde 1998.
En las dos últimas décadas, Granada se ha beneficiado de la estabilidad política y social gracias a un sólido sistema de gobierno parlamentario, a las elecciones periódicas y a las transiciones de poder sin problemas.

La gobernanza y la rendición de cuentas cuentan con el apoyo de la sociedad civil, la iglesia, las organizaciones sindicales e instituciones como la Comisión de Integridad y el Comité de Cuentas Públicas. El Gobierno y sus interlocutores sociales han trabajado para establecer un proceso permanente y continuo de consulta y diálogo. El sitio web CSP, creado en 2013, que incluye al Gobierno, el sector privado, la sociedad civil, los sindicatos, ONG y organizaciones religiosas, se ha comprometido a mantener un diálogo abierto y a crear un consenso sobre cuestiones de desarrollo nacional, destinadas en última instancia a mejorar el bienestar de los granadinos.

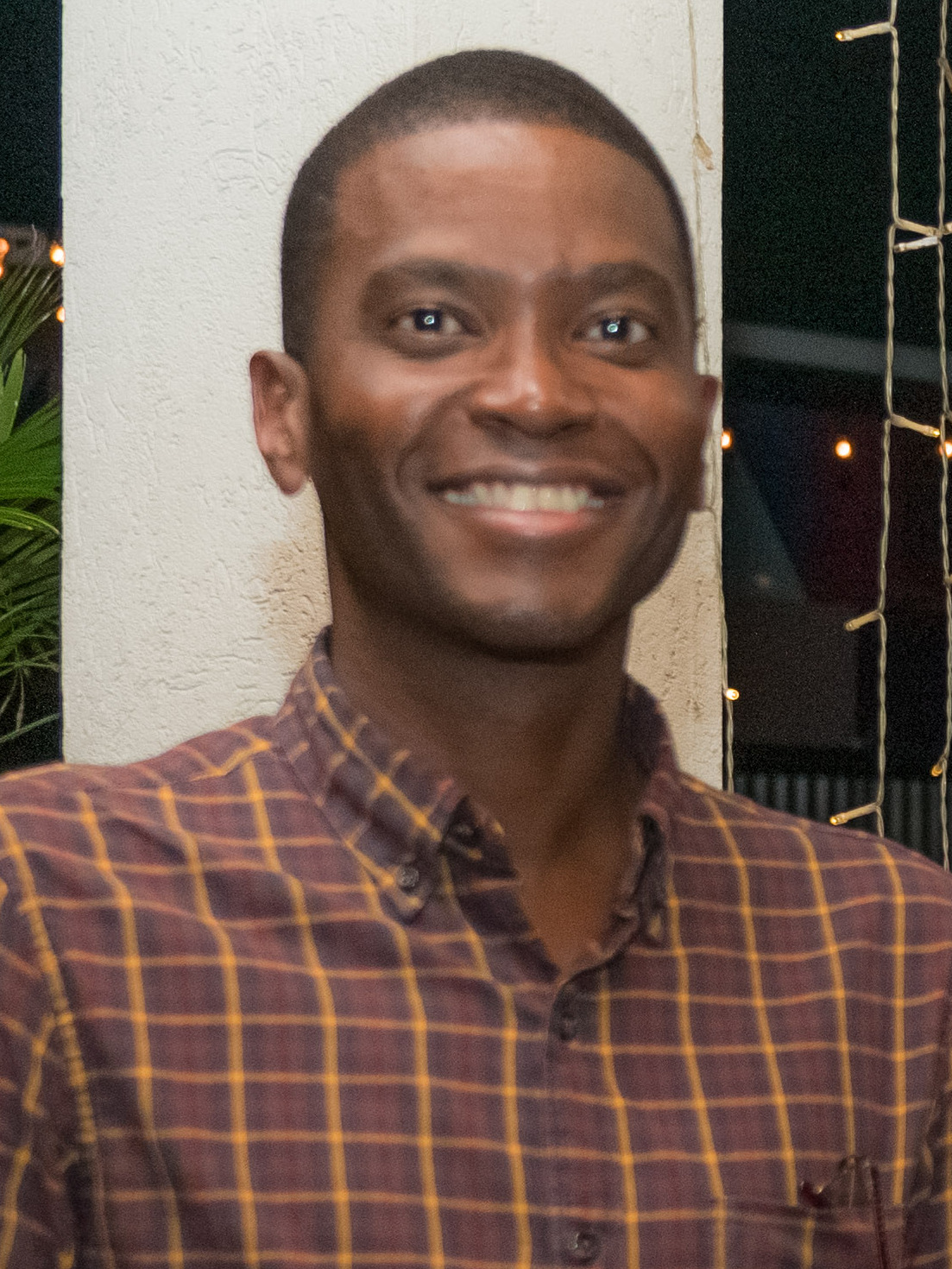
Dickon Mitchell primer ministro de Granada desde 2022

### Derechos humanos
En materia de derechos humanos, respecto a la pertenencia a los siete organismos de la Carta Internacional de Derechos Humanos, que incluyen al Comité de Derechos Humanos (HRC), Granada ha firmado o ratificado:
| Granada | Tratados internacionales | Tratados internacionales | Tratados internacionales | Tratados internacionales  | Tratados internacionales  | Tratados internacionales    | Tratados internacionales | Tratados internacionales | Tratados internacionales  | Tratados internacionales  | Tratados internacionales | Tratados internacionales | Tratados internacionales  | Tratados internacionales  | Tratados internacionales | Tratados internacionales  | Tratados internacionales  | Tratados internacionales  |
| --- | --- | ------------------------ | --- | ------------------------- | ------------------------- | --------------------------- | ------------------------ | ------------------------ | ------------------------- | ------------------------- | ------------------------ | ------------------------ | ------------------------- | ------------------------- | ------------------------ | ------------------------- | ------------------------- | ------------------------- |
| Granada | CESCR | CESCR                    | CCPR | CCPR                      | CCPR                      | CERD                        | CED                      | CEDAW                    | CEDAW                     | CAT                       | CAT                      | CRC                      | CRC                       | CRC                       | CRC                      | MWC                       | CRPD                      | CRPD                      |
| Granada | CESCR | CESCR-OP                 | CCPR | CCPR-OP1                  | CCPR-OP2-DP               | CERD                        | CED                      | CEDAW                    | CEDAW-OP                  | CAT                       | CAT-OP                   | CRC                      | CRC-OP-AC                 | CRC-OP-SC                 | CRC-OP-CP                | MWC                       | CRPD                      | CRPD-OP                   |
| Pertenencia | Granada (país) ha reconocido la competencia de recibir y procesar comunicaciones individuales por parte de los órganos competentes. | Sin información.         | Granada (país) ha reconocido la competencia de recibir y procesar comunicaciones individuales por parte de los órganos competentes. | Ni firmado ni ratificado. | Ni firmado ni ratificado. | Firmado pero no ratificado. | Sin información.         | Firmado y ratificado.    | Ni firmado ni ratificado. | Ni firmado ni ratificado. | Sin información.         | Firmado y ratificado.    | Ni firmado ni ratificado. | Ni firmado ni ratificado. | Sin información.         | Ni firmado ni ratificado. | Ni firmado ni ratificado. | Ni firmado ni ratificado. |
| Firmado y ratificado, firmado, pero no ratificado, ni firmado ni ratificado, sin información, ha accedido a firmar y ratificar el órgano en cuestión, pero también reconoce la competencia de recibir y procesar comunicaciones individuales por parte de los órganos competentes. | |                          | |                           |                           |                             |                          |                          |                           |                           |                          |                          |                           |                           |                          |                           |                           |                           |

Granada tiene uno de los niveles más altos de representación femenina en un gobierno del Caribe Anglófono. En febrero de 2013, las mujeres ocupaban cinco de los 15 escaños de la Cámara de Representantes y dos de los 13 escaños designados en el Senado. En las elecciones de marzo de 2018 aumentó el número de mujeres en el Senado y la Cámara de Representantes a cuatro de los 13 escaños en el Senado y siete de los 15 escaños en la Cámara de Representantes. En febrero de 2019, había siete ministras del Gobierno en el Gabinete y nueve ministros varones, incluido el primer ministro. La secretaria del Gabinete es además una mujer.

### Poder judicial
El Comité Judicial del Consejo Privado (Judicial Committee of the Privy Council) fue el más alto tribunal hasta 1979, cuando se aprobó la Ley Popular n.º 84 que puso fin a las apelaciones de los tribunales granadinos. Los recursos ante el J.C.P.C. se restablecieron en 1991.
El Tribunal Supremo de los Estados Asociados de las Indias Occidentales (West Indies Associated States Supreme Court) o Tribunal Supremo de los Estados del Caribe Oriental (Eastern Caribbean States Supreme Court ) es el poder judicial de Granada desde 1967 hasta 1979 y desde 1991. Un juez asociado reside en Granada.
De 1979 a 1991, el sistema judicial está compuesto por el Tribunal Superior y el Tribunal de Apelación (High Court and the Court of Appeals), que sustituyó al Tribunal Supremo de los Estados del Caribe Oriental establecido en virtud de la Ley de las Indias Occidentales de 1967. Granada fue readmitida en el Tribunal Supremo de los Estados del Caribe Oriental en 1991.
El sistema procesal penal de Granada sigue la tradición del common law o derecho anglosajón. Es oral y contradictorio. Los delitos menores se juzgan exclusivamente en los Tribunales de Primera Instancia. y un juicio cuando el acusado se declara se declara inocente. Los delitos graves comienzan con una investigación preliminar por parte del Director de la Fiscalía. A continuación, una audiencia ante un magistrado, seguida de un juicio en el Tribunal Superior. Los juicios penales son decididos por jurados de 12 ciudadanos.

### Relaciones exteriores

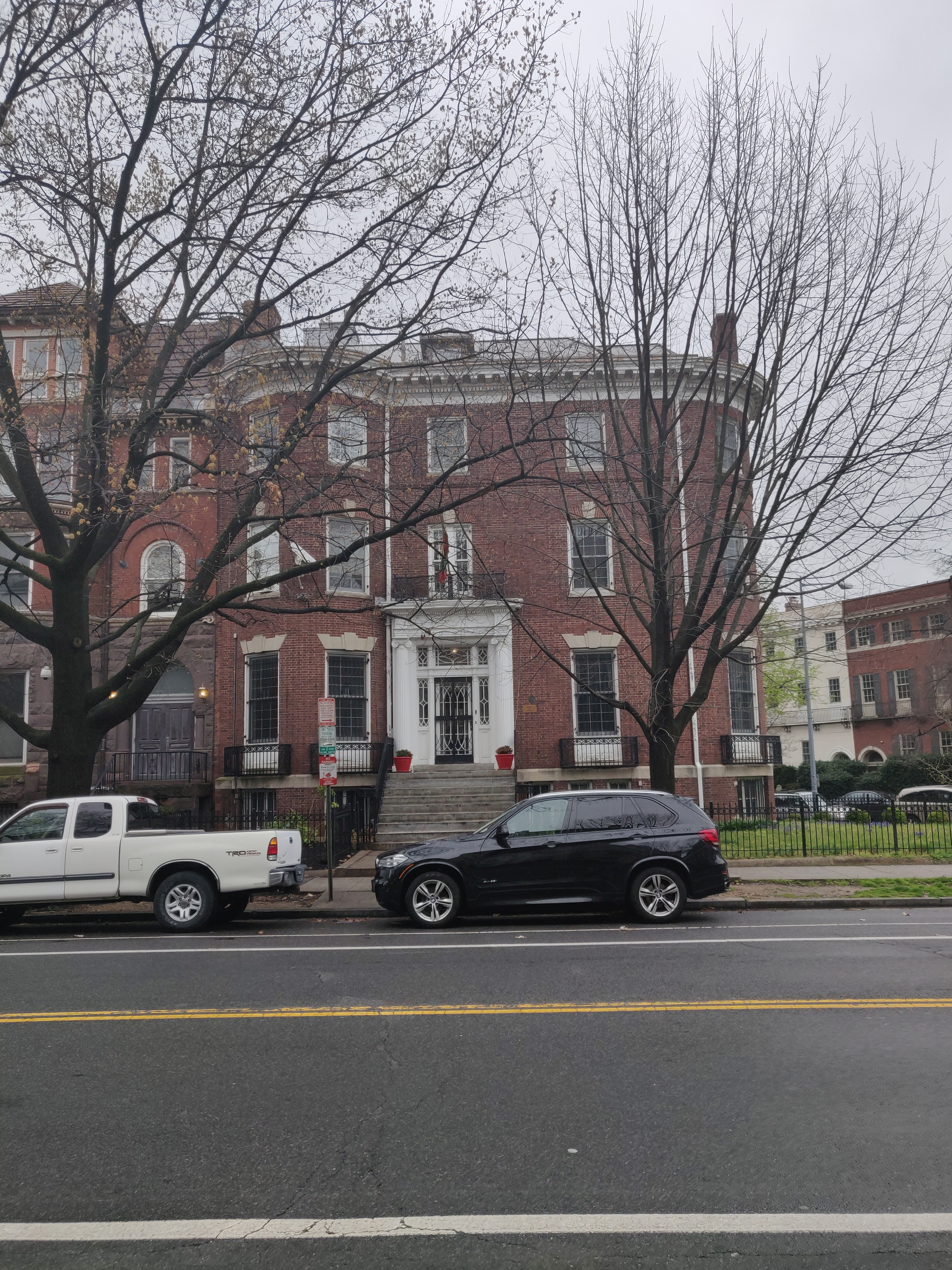
Embajada de Granada en Estados Unidos

Estados Unidos, Venezuela, Cuba y la República Popular China tienen embajadas en Granada. Granada ha sido reconocida por la mayoría de los miembros de las Naciones Unidas y mantiene misiones diplomáticas en el Reino Unido, Estados Unidos, Venezuela y Canadá.
Granada es miembro del Banco de Desarrollo del Caribe, de CARICOM, de la Organización de Estados del Caribe Oriental (OECO) y de la Mancomunidad de Naciones. Ingresó en las Naciones Unidas en 1974, y en el Banco Mundial, el Fondo Monetario Internacional y la Organización de Estados Americanos en 1975. Granada también es miembro del Sistema de Seguridad Regional (RSS) del Caribe Oriental.
En diciembre de 2014, Granada se unió a la Alianza Bolivariana para los Pueblos de Nuestra América (ALBA) como miembro de pleno derecho. El primer ministro Mitchell dijo que la adhesión era una ''extensión natural'' de la cooperación que Granada ha tenido durante años tanto con Cuba como con Venezuela.
Durante el Movimiento de la Nueva Joya, algunas versiones afirman que la Unión Soviética trató de hacer que la isla de Granada funcionara como una base soviética, y también obteniendo un centro suministros de Cuba. En octubre de 1983, durante la invasión de Granada por parte de Estados Unidos, el presidente Ronald Reagan sostuvo que los marines estadounidenses llegaron a la isla de Granada, considerada como un aliado soviético-cubano que exportaría la revolución comunista a todo el Caribe. En noviembre, en una audiencia conjunta de la Subcomisión del Congreso, se dijo que Granada podía ser utilizada como zona de operaciones para la subversión de los países cercanos, para la intersección de las rutas marítimas y para el tránsito de tropas y suministros desde Cuba a África, y desde Europa del Este y Libia a Centroamérica. En diciembre, el Departamento de Estado publicó un informe preliminar sobre Granada, en el que se afirmaba que era una "isla de internacionalismo soviético". Cuando los marines estadounidenses desembarcaron en la isla, descubrieron una gran cantidad de documentos, que incluían acuerdos entre el gobierno soviético y el Movimiento de la Nueva Joya, actas grabadas de las reuniones del Comité e informes de la embajada granadina en Moscú. Las relaciones diplomáticas entre Granada y la Unión Soviética fueron cortadas en 1983 por el gobernador General de Granada por invasión estadounidense. Finalmente, en 2002, Granada soberana nuevamente restableció las relaciones diplomáticas con la recién creada Federación Rusa.
El Gobierno de Estados Unidos estableció una embajada en Granada en noviembre de 1983. El embajador de Estados Unidos en Granada reside en Bridgetown, Barbados. La embajada en Granada cuenta con un encargado de negocios que depende del embajador en Bridgetown. Granada tiene una embajada en Washington D. C. y un consulado general en Nueva York.

La Agencia de Estados Unidos para el Desarrollo Internacional (USAID) desempeñó un papel importante en el desarrollo de Granada. Además de la ayuda de emergencia de 45 millones de dólares para la reconstrucción tras el huracán Iván de 2004, USAID proporcionó más de 120 millones de dólares en ayuda económica entre 1984 y 1993. Unos 25 voluntarios del Cuerpo de Paz en Granada imparten clases de educación especial, recuperación de la lectura y formación profesional, y colaboran en la lucha contra el VIH/sida. Granada recibe ayuda de Estados Unidos para la lucha contra los estupefacientes y se beneficia de proyectos de construcción y acción cívica humanitaria relacionados con ejercicios militares de Estados Unidos.

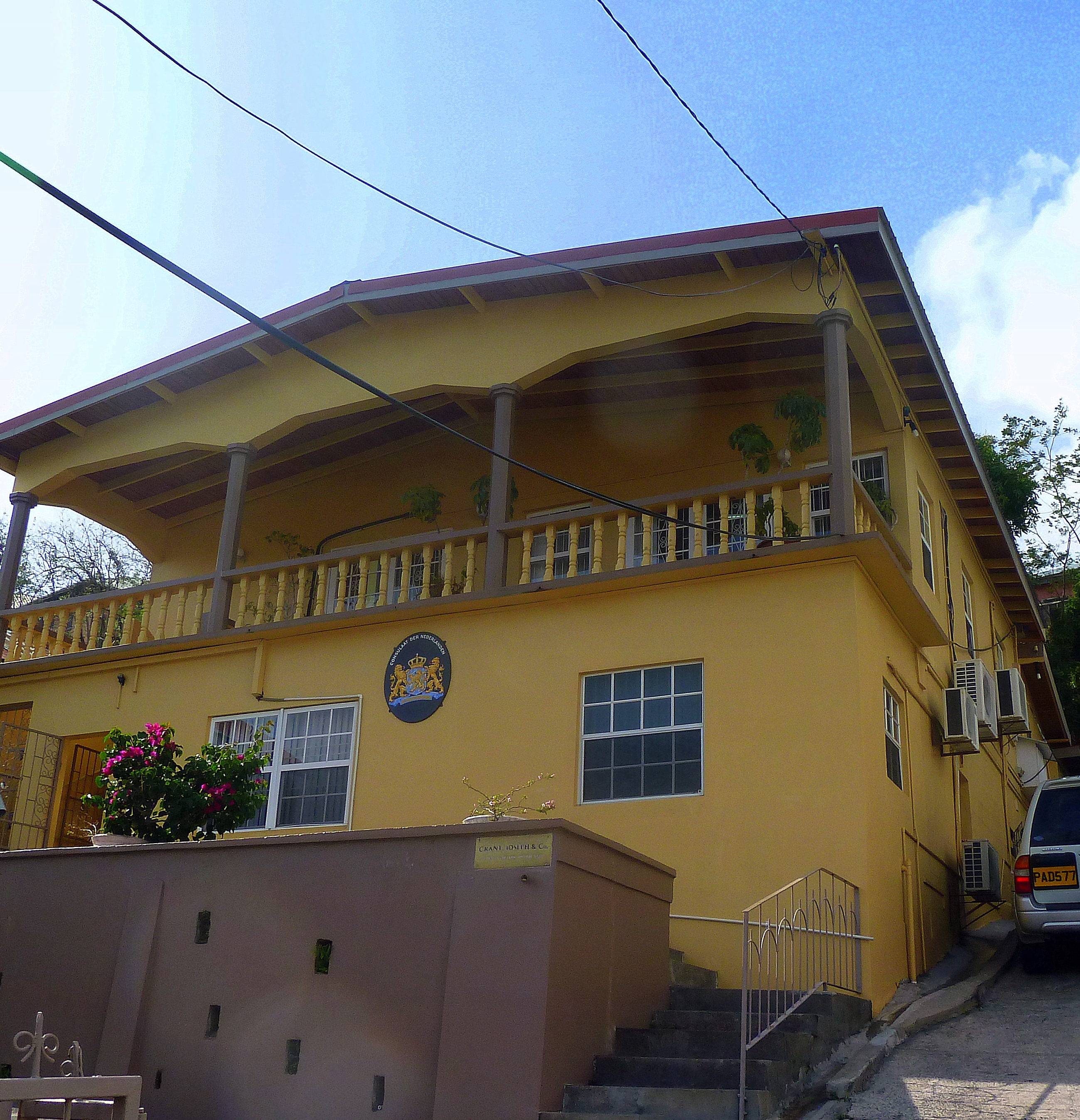
Consulado del Reino de los Países Bajos en Granada

El primer ministro Keith Mitchell se unió al presidente Bill Clinton, en mayo de 1997, para una reunión con otros 14 líderes del Caribe durante la primera cumbre regional de Estados Unidos en Bridgetown, Barbados. La cumbre reforzó las bases de la cooperación regional en materia de justicia y lucha contra los estupefacientes, finanzas y desarrollo, y comercioLas relaciones diplomáticas entre la República Popular China y Granada se establecieron el 1 de octubre de 1985. El primer ministro Herbert Blaize estableció relaciones diplomáticas con la República de China en 1989, lo que provocó que Pekín rompiera los lazos diplomáticos con Granada. Esta posición se revirtió posteriormente con el primer ministro Keith Mitchell.
La República Popular China y Granada reanudaron sus relaciones diplomáticas el 20 de enero de 2005. En 2013, Granada recibió una donación de más de 1,5 millones de dólares del Caribe Oriental en equipos agrícolas de la República Popular China, con el fin de ayudar a Granada a aumentar su PIB.
Las relaciones entre la República de Cuba y el 'Gobierno Revolucionario del Pueblo de Granada' (People's Revolutionary Government of Grenada) se establecieron formalmente el 14 de abril de 1979 hasta noviembre de 1983. Tras una pausa de 10 años, precedida por el colapso del Gobierno Revolucionario del Pueblo de Granada, las relaciones entre la República de Cuba y Granada se reanudaron en 1994. En 2008, el Gobierno de Granada anunció la construcción de un monumento en honor a los cubanos muertos durante la invasión de Granada en 1983. 

### Defensa
Granada no tiene un ejército permanente, y las funciones militares típicas las desempeña la Real Fuerza de Policía de Granada y la Guardia Costera de Granada. La Unidad de Servicios Especiales de la Policía de Granada viste uniformes de combate y participa en el Sistema de Seguridad Regional, un organismo de defensa militar del Caribe. En 2019, Granada firmó el tratado de la ONU sobre la Prohibición de las Armas Nucleares.

## Organización político-administrativa

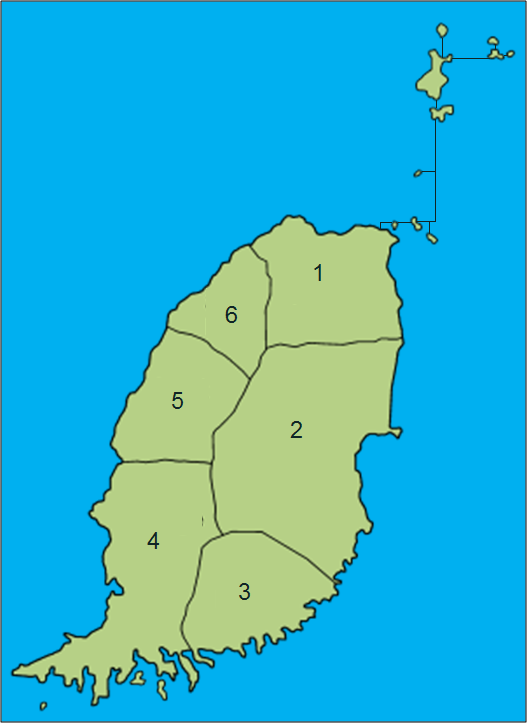
Mapa con la división territorial de Granada en 6 parishes o parroquias (en él no aparecen las islas de Carriacou y Pequeña Martinica, situadas algo más al noreste).

Granada organiza su territorio en seis parroquias (en inglés, parishes) y una dependencia, formada esta última por las islas de Carriacou y Pequeña Martinica, situadas en el grupo de las Granadinas. Las seis parroquias son las siguientes (la numeración se corresponde con la del mapa adjunto):
1. Saint Patrick
2. Saint Andrew
3. Saint David
4. Saint George
5. Saint John
6. Saint Mark

Carriacou y Pequeña Martinica son las dos islas del grupo de las Granadinas que pertenecen a Granada y que tienen, dentro de dicho país caribeño, un estatuto de dependencia, constituyendo así su séptima división administrativa.

## Geografía

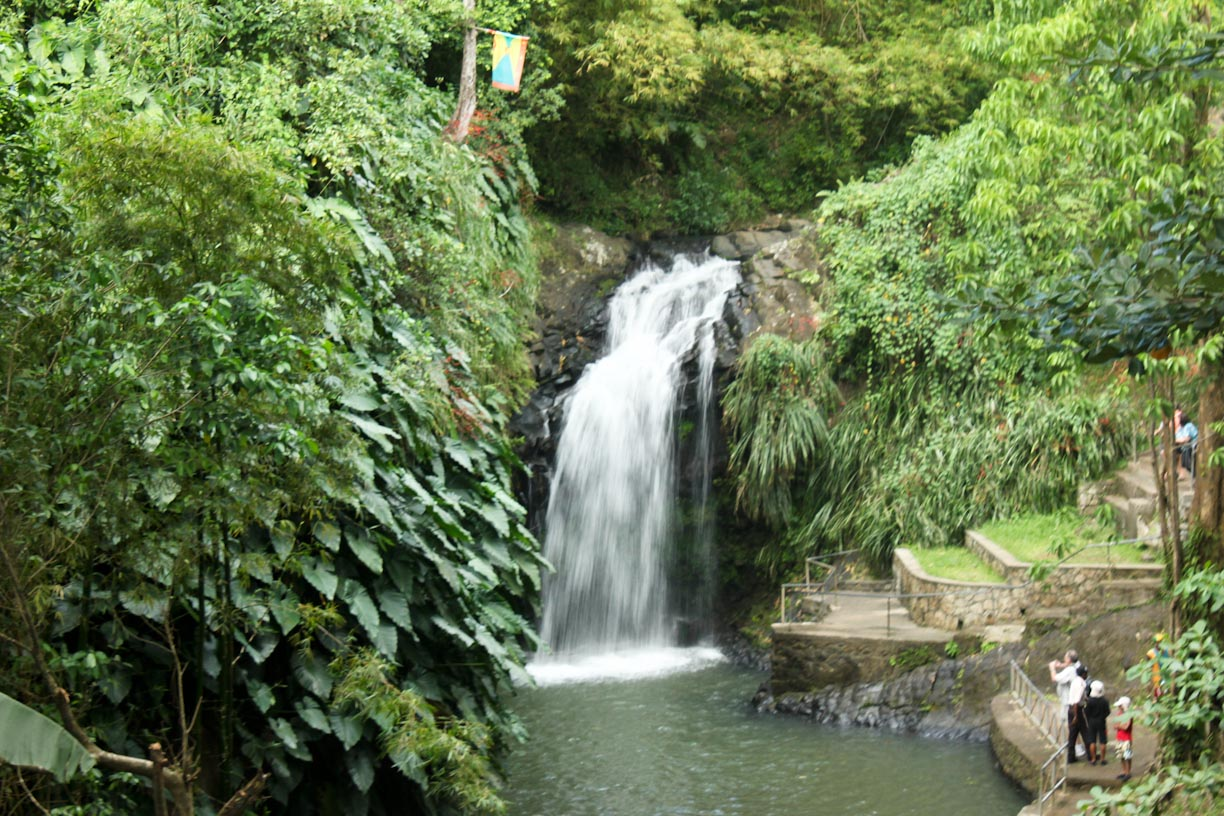
Cataratas Annadale

La isla llamada propiamente Granada es la más grande del país. Las Pequeñas Granadinas son Carriacou, Pequeña Martinica, Isla Ronde, Isla Caille, Isla Diamante, Isla Large, Isla Saline y Isla Frigate. La gran parte de la población vive en la propia Granada, cuyas ciudades más grandes Saint George (la capital), Grenville y Gouyave. El asentamiento más grande en las otras islas es Hillsborough, en la isla de Carriacou.
Las islas son de origen volcánico, siendo el terreno interior de las islas ligeramente montañoso, con algunos pequeños ríos que fluyen hacia el mar. El clima es tropical: caluroso y húmedo. Granada se ve afectada ocasionalmente por huracanes. La tormenta más reciente fue el Huracán Iván en septiembre de 2004.
A solo 8 kilómetros al norte de la costa de Granada se encuentra Kick-´Em-Jenny, un volcán submarino activo que ha entrado en erupción 12 veces desde 1939. Se trata del volcán más activo de la región, conocida como arco volcánico de las Antillas Menores.
Granada alberga cuatro ecorregiones: bosques húmedos de las Islas de Barlovento, bosques secos de las Islas de Sotavento, bosques secos de las Islas de Barlovento y matorrales xéricos de las Islas de Barlovento. Tuvo una puntuación media en el Índice de Integridad del Paisaje Forestal de 2018 de 4,22/10, lo que la sitúa en el puesto 131 a nivel mundial de 172 países.

### Clima
| Parámetros climáticos promedio de Saint George | Parámetros climáticos promedio de Saint George | Parámetros climáticos promedio de Saint George | Parámetros climáticos promedio de Saint George | Parámetros climáticos promedio de Saint George | Parámetros climáticos promedio de Saint George | Parámetros climáticos promedio de Saint George | Parámetros climáticos promedio de Saint George | Parámetros climáticos promedio de Saint George | Parámetros climáticos promedio de Saint George | Parámetros climáticos promedio de Saint George | Parámetros climáticos promedio de Saint George | Parámetros climáticos promedio de Saint George | Parámetros climáticos promedio de Saint George |
| Mes                                            | Ene.                                           | Feb.                                           | Mar.                                           | Abr.                                           | May.                                           | Jun.                                           | Jul.                                           | Ago.                                           | Sep.                                           | Oct.                                           | Nov.                                           | Dic.                                           | Anual                                          |
| ---------------------------------------------- | ---------------------------------------------- | ---------------------------------------------- | ---------------------------------------------- | ---------------------------------------------- | ---------------------------------------------- | ---------------------------------------------- | ---------------------------------------------- | ---------------------------------------------- | ---------------------------------------------- | ---------------------------------------------- | ---------------------------------------------- | ---------------------------------------------- | ---------------------------------------------- |
| Temp. máx. abs. (°C)                           | 32                                             | 32                                             | 33                                             | 32                                             | 33                                             | 33                                             | 32                                             | 34                                             | 32                                             | 33                                             | 36                                             | 34                                             | 36                                             |
| Temp. máx. media (°C)                          | 28.3                                           | 28.8                                           | 29.4                                           | 30                                             | 30                                             | 29.4                                           | 28.8                                           | 29.4                                           | 30                                             | 29.4                                           | 28.8                                           | 28.8                                           | 29.3                                           |
| Temp. mín. media (°C)                          | 23.8                                           | 23.8                                           | 24.4                                           | 25.5                                           | 26.6                                           | 25.5                                           | 25.5                                           | 25.5                                           | 25.5                                           | 25.5                                           | 25                                             | 24.4                                           | 25.1                                           |
| Temp. mín. abs. (°C)                           | 14                                             | 18                                             | 21                                             | 22                                             | 22                                             | 22                                             | 19                                             | 21                                             | 23                                             | 15                                             | 18                                             | 16                                             | 14                                             |
| Precipitación total (mm)                       | 47.75                                          | 44.45                                          | 24.38                                          | 16.26                                          | 55.37                                          | 143.76                                         | 228.34                                         | 293.12                                         | 273.30                                         | 181.86                                         | 87.38                                          | 54.61                                          | 1450.6                                         |
| Fuente: Intellicast.com                        |                                                |                                                |                                                |                                                |                                                |                                                |                                                |                                                |                                                |                                                |                                                |                                                |                                                |

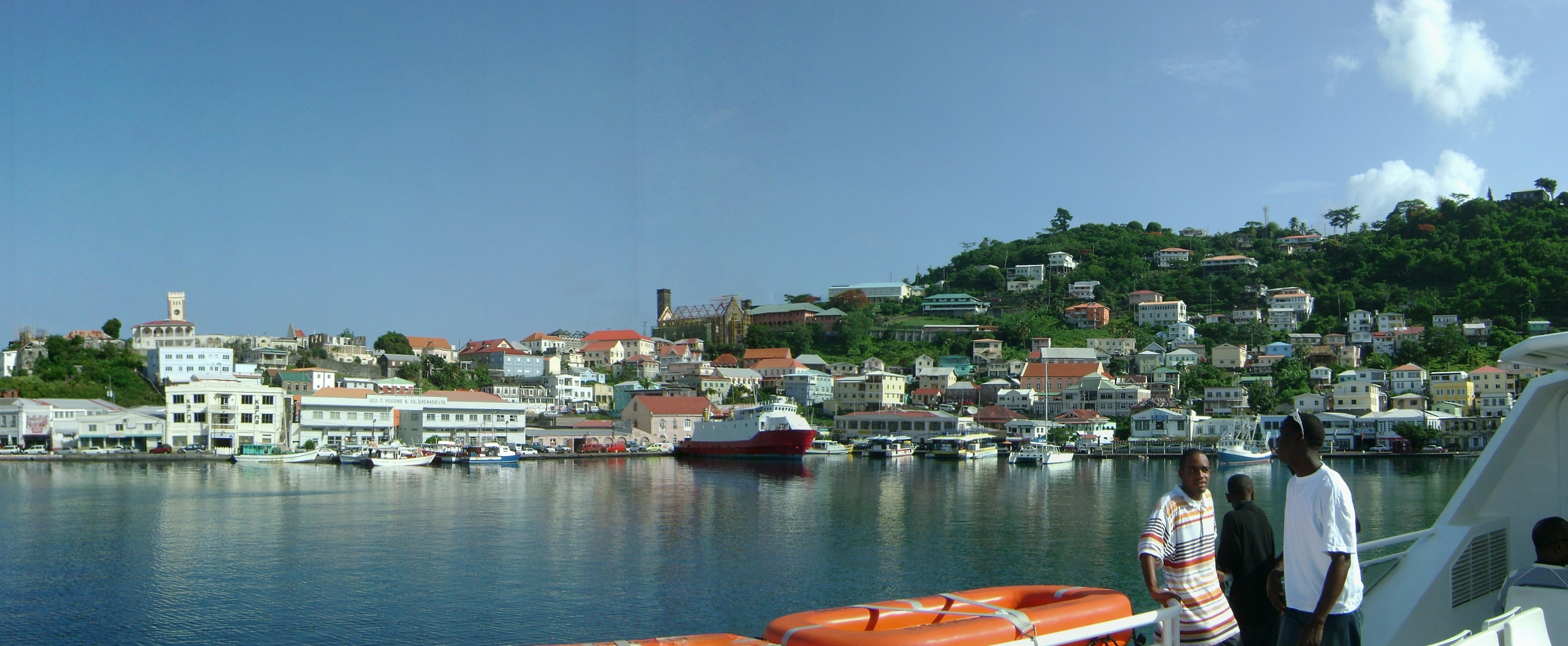
Saint George en el año 2009.

El clima es tropical, siendo caluroso y húmedo en la estación seca, que va principalmente de enero a mayo, y refrescado por la lluvia moderada que cae en la estación húmeda, de junio a diciembre. La temperatura media anual es de 28 °C. Granada, al estar en el extremo sur del cinturón de huracanes, solo ha sufrido tres huracanes en cincuenta años.
El huracán Janet pasó por Granada el 23 de septiembre de 1955, con vientos de 185 km/h (115 mph), causando graves daños. Las tormentas más recientes han sido el huracán Iván, el 7 de septiembre de 2004, que causó graves daños y treinta y nueve muertos, y el huracán Emily, el 14 de julio de 2005, que causó graves daños en Carriacou y en el norte de Granada, que se había visto relativamente poco afectado por el huracán Iván.

### Geología
La estructura del relieve de Granada se caracteriza por un interior escarpado y una periferia costera relativamente baja y ondulada. El interior está dominado por picos montañosos escarpados, crestas afiladas y valles profundos y estrechos que fluyen hacia la costa. Estas formaciones interiores se deben a la actividad volcánica que deja cimas de montañas de lavas de andesita y basalto.

La periferia costera suele tener una pendiente suave y está formada por rocas volcánicas erosionadas y depósitos de lodo. Las zonas costeras del oeste son más escarpadas que las de la costa este. Granada se formó por una serie de erupciones volcánicas durante los periodos terciario y del pleistoceno.

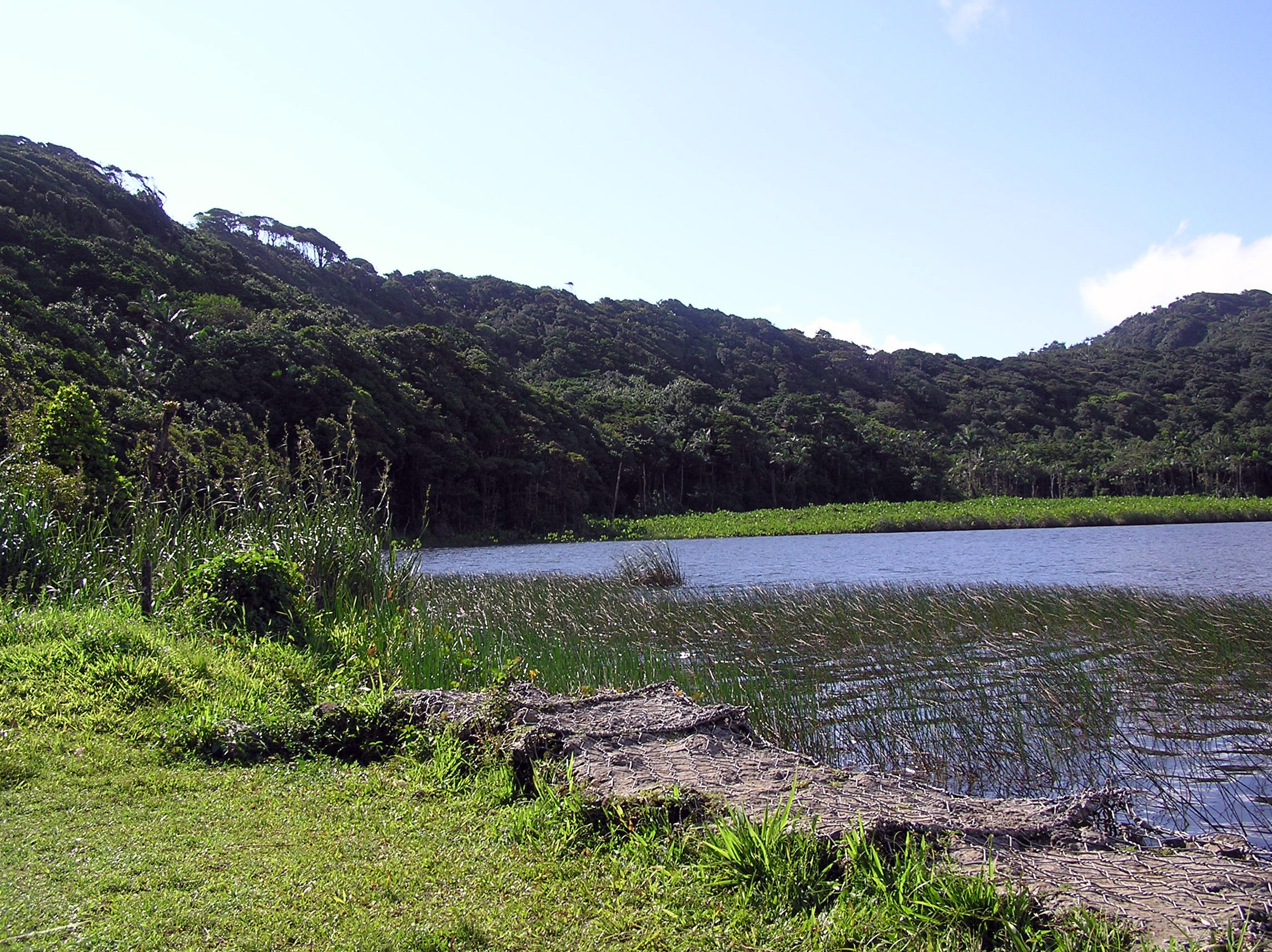
Lago Grand Etang (del francés: Grand Étang, Gran Estanque), Granada

En algunas zonas hay rocas sedimentarias del Terciario y el Cuaternario. Las islas de Carriacou y Pequeña Martinica también son de origen volcánico. Aproximadamente dos tercios de Carriacou son volcánicos y el otro tercio está formado por caliza fosilífera.

### Hidrografía
Granada cuenta con numerosos ríos y pequeños arroyos que fluyen desde las altas y escarpadas cumbres del interior hacia el mar. Tres lagos de cráter, el lago Grand Etang, en el centro de la isla, el lago Antoine y el lago Levera, en el norte, junto con los ríos, constituyen la principal base de recursos hídricos para el consumo humano y la agricultura.. Granada tiene 71 cuencas hidrográficas distintas, de las cuales la cuenca más grande, la del Gran Río, abarca 159 km², es decir, la mitad de la superficie de Granada.
En Carriacou hay 8 cuencas principales y en Petit Martinique ninguna.
Carriacou y Petit Martinique no tienen arroyos ni manantiales permanentes. El suministro de agua en Carriacou y Petit Martinique depende de la recogida de agua de lluvia en cisternas, mientras que el agua para la agricultura y la ganadería procede principalmente de la extracción de aguas subterráneas y de aguas superficiales almacenadas en estanques.

### Flora y fauna
Gran parte de la biodiversidad de Granada se encuentra en sus bosques. Hay dos especies endémicas de plantas, el helecho del Grand Etang (Danaea sp.) y la palmera de la col (Oxeodoxa oleracea) y una especie de árbol endémico (Maythenus grenadensis).

Los bosques secos del sur y el norte de la isla albergan dos especies de aves amenazadas en peligro de extinción: la tórtola de Granada (Leptotila wellsi) y el milano de Granada (Chondrohierax unchel). (Chondrohierax uncinatus murus), que son especies endémicas. Granada también alberga cuatro especies de aves endémicas de las Antillas Menores. El papamoscas de Granada (Myiarchus nugatory), el rascador de pecho escamoso (Margarops fuscus), el camachuelo de las Antillas Menore (Loxigilla noctis) y la tangara menor (Tangara cucullata).

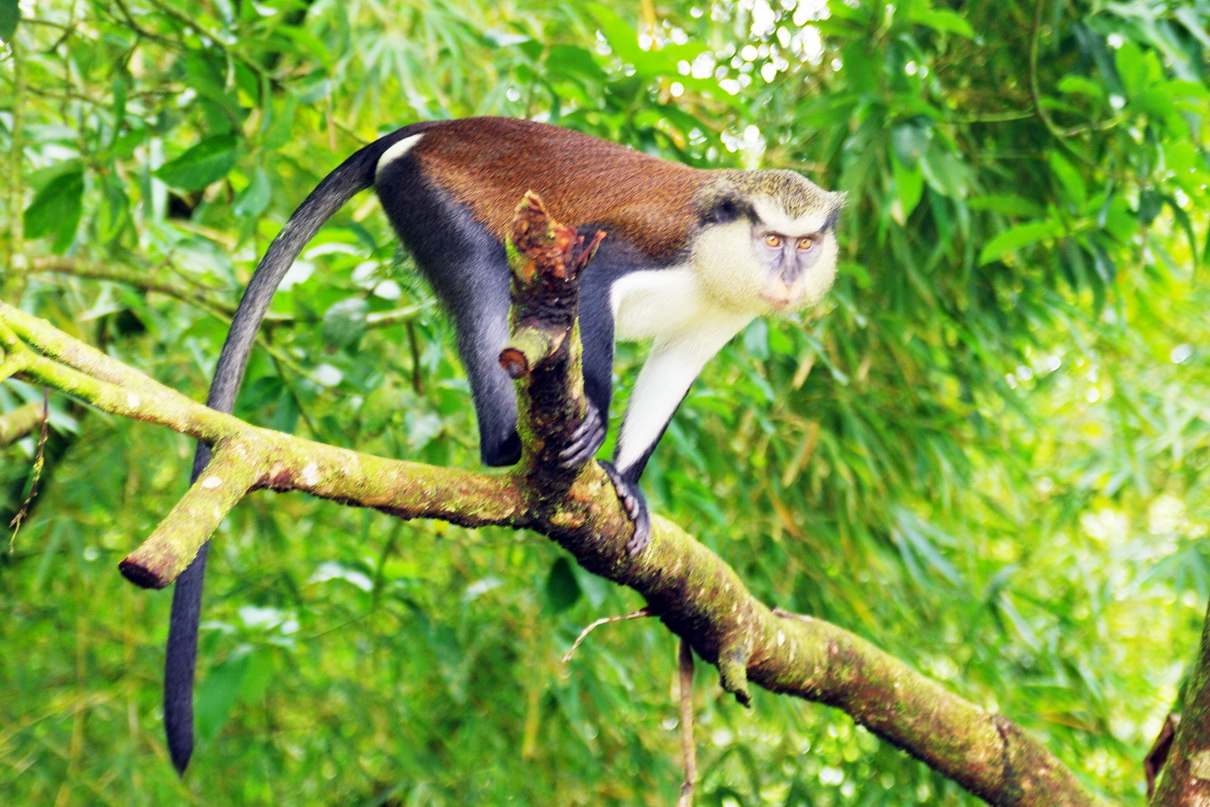
Un mono Cercopithecus mona en Granada

Granada tenía grandes extensiones de bosques primarios. Gran parte de la isla ha sido deforestada inicialmente para convertirla en plantaciones de algodón y caña de azúcar y posteriormente para obtener madera y energía. También se talaron grandes extensiones de bosques de tierras altas para otros fines agrícolas y viviendas. Sin embargo, los daños causados por los huracanes son los que más perturban los bosques de Granada.
Granada está situada justo al sur del principal "cinturón de huracanes". En 1955, el huracán Janet causó una destrucción generalizada y la pérdida de grandes áreas de bosque. De hecho, se informó que los bosques quedaron completamente diezmados en aquella ocasión.

## Economía
El PIB per cápita de Granada es de 15.431 dólares americanos para el año 2020, siendo su IDH de 0,763 (2018), considerado alto. En los primeros años de la década de 1980 Granada desarrolló un sistema económico socialista (actualmente maneja un sistema capitalista) controlado por el Estado, que dependía básicamente de las exportaciones agrícolas y del turismo. La pesca se desarrolló gracias a la ayuda de Cuba y de la antigua Unión Soviética.
El progreso económico de Granada, debido a las reformas fiscales y una macroeconomía prudente, ha disparado el crecimiento anual del país al 5–6 % en 1998 y 1999. El incremento de la actividad económica ha estado liderado por la construcción y el comercio. Las instalaciones turísticas han aumentado, debido a que el turismo es la principal entrada de capital extranjero en el país. Los asuntos económicos más importantes que preocupan al gobierno es el creciente déficit fiscal y el deterioro del balance externo. Granada comparte un banco central y una divisa común con los otros siete miembros de la Organización de Estados del Caribe Oriental (OECS).

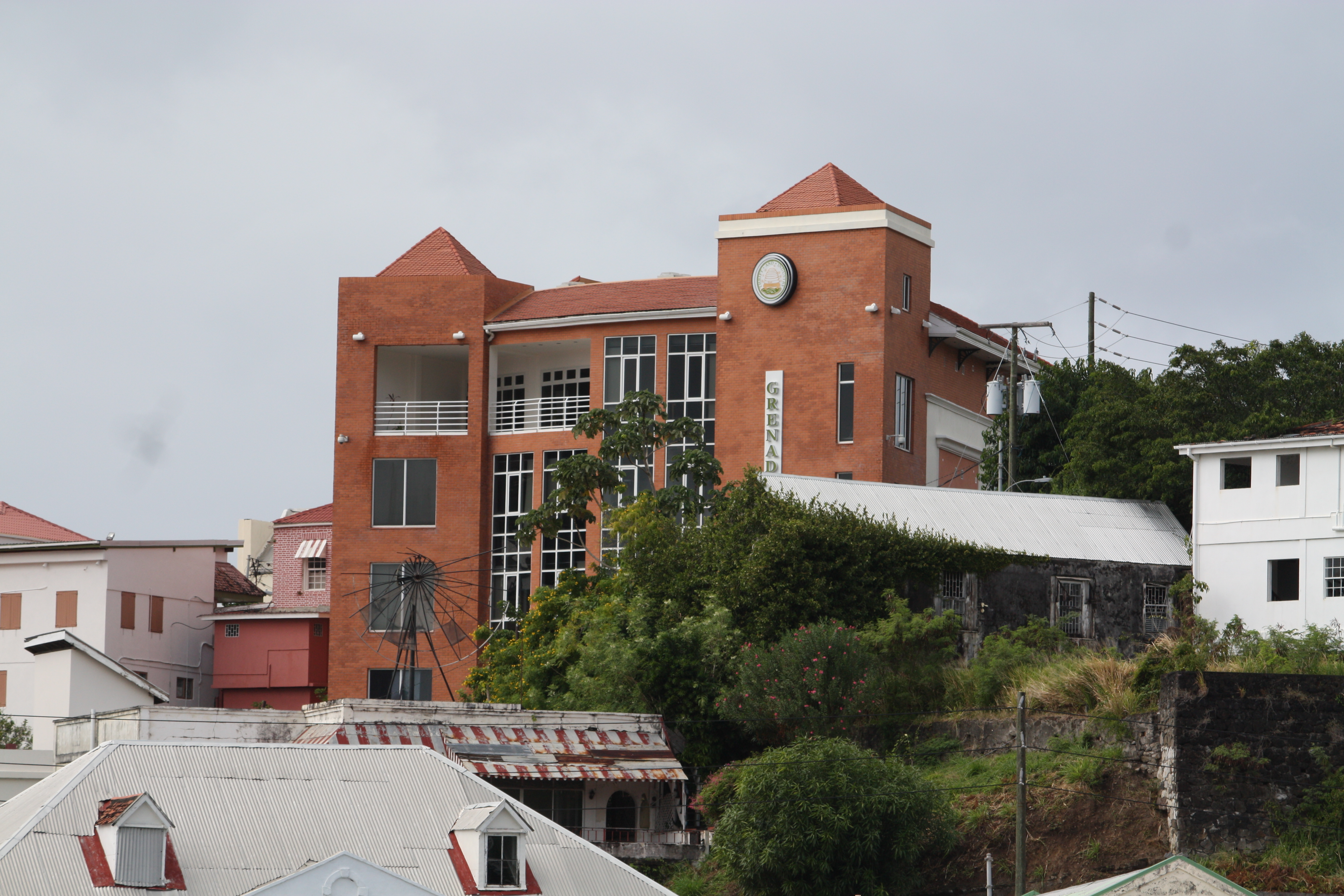
Un Banco en la Isla de Granada (Grenada Co-operative Bank)

Granada es una fuente natural de nuez moscada, macis, clavo, jengibre y canela.
Son importantes en su economía productos como el pescado, la nuez moscada, el cacao, harina de trigo y frutas y verduras, son vendidos principalmente a Estados Unidos, su mayor socio comercial, Trinidad y Tobado, San Vicente y las Granadinas, la Unión Europea o Antigua y Barbuda. El 58,9% de las exportaciones son productos agrícolas, mientras que el 41,1% son manufacturas. Por su parte, Granada importa principalmente alimentos, productos manufacturados, maquinaria, productos químicos y combustible, procedentes principalmente de Estados Unidos, Trinidad y Tobago, las Islas Caimán, la Unión Europea o el Reino Unido.
También es fuente de ingreso la emisión de sellos postales destinados principalmente al coleccionismo filatélico.

Con anterioridad a la pandemia de Covid-19, la economía de Granada venía creciendo de manera sólida. Su PIB creció un 4,25% en el 2018 y un 3% en 2019 gracias al desarrollo de los sectores de la construcción y del turismo. El desempleo había seguido cayendo, aunque permaneciendo a unos niveles muy elevados, en torno al 21,7%, afectando de manera especial a la juventud. Antes de la pandemia, la inflación se mantenía baja y el crecimiento del crédito bancario era positivo. El déficit por cuenta corriente se redujo en 2018 y 2019 debido al turismo y al programa “Ciudadanía por Inversión”. El índice de precios al consumo se ha mantenido por debajo del 1% en los últimos años, alcanzando un nivel negativo el pasado 2020 (-0,7%). 

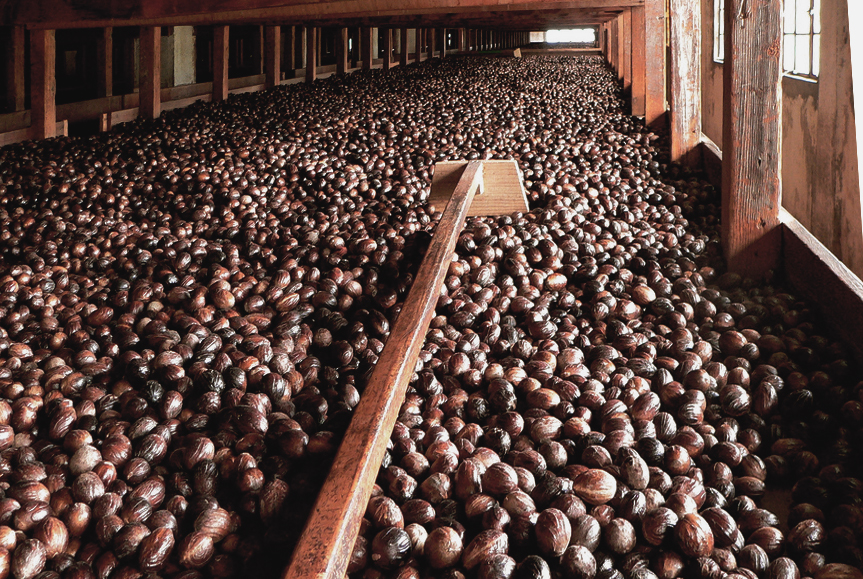
Nuez Moscada de Granada

Las industrias relacionadas con el turismo, incluido el sector de la restauración y del transporte, crecieron en torno al 10% en 2018 y 2019, destacando el papel jugado temporalmente por el tráfico de pasajeros de cruceros y la demanda de almacenamiento en puerto derivada de otros países afectados por los huracanes. La facultad de Medicina de una universidad estadounidense es el segundo empleador del país. Pero la pandemia tuvo un fuerte impacto en los países del Caribe, que vieron mermados sus ingresos turísticos. El PIB de Granada cayó más de un 13 % en 2020. El FMI estimó un crecimiento del 2,7 % para 2021. La crisis acabó afectando a la fuerte inversión extranjera de los últimos años, atraída en parte por el programa de “Ciudadanía por Inversión”, cuya aportación se situaba en torno al 4,5 % del PIB (cifras de enero de 2020), compensando el déficit externo al tiempo que fortalece el crecimiento económico.
A pesar de las mejoras sociales que se han producido a lo largo de los años, Granada sigue teniendo dificultades para reducir la pobreza. Según la última evaluación de la pobreza del país, realizada en 2008, el 37,0% de la población vivía por debajo del umbral de pobreza, frente al 32,1% de 1998, y se calcula que el 2,4% fue considerado indigente. En la evaluación también se informó de una alta incidencia de la pobreza juvenil. Algunos de los factores que impulsan la pobreza citados en la Evaluación de 2008 son los bajos ingresos y las escasas oportunidades de empleo, las limitadas redes de seguridad y la inadecuada infraestructura social y económica en las comunidades rurales.
Sin embargo, desde la evaluación de la pobreza de 2008, la economía de Granada ha crecido significativamente, con un crecimiento cada año desde 2013, con una media del 5,0% en 2013-2018. A falta de estadísticas actuales sobre la pobreza, es razonable suponer que la expansión económica y la tendencia a la baja del desempleo desde que se realizó la evaluación deberían contribuir a una reducción de la tasa de pobreza en Granada.

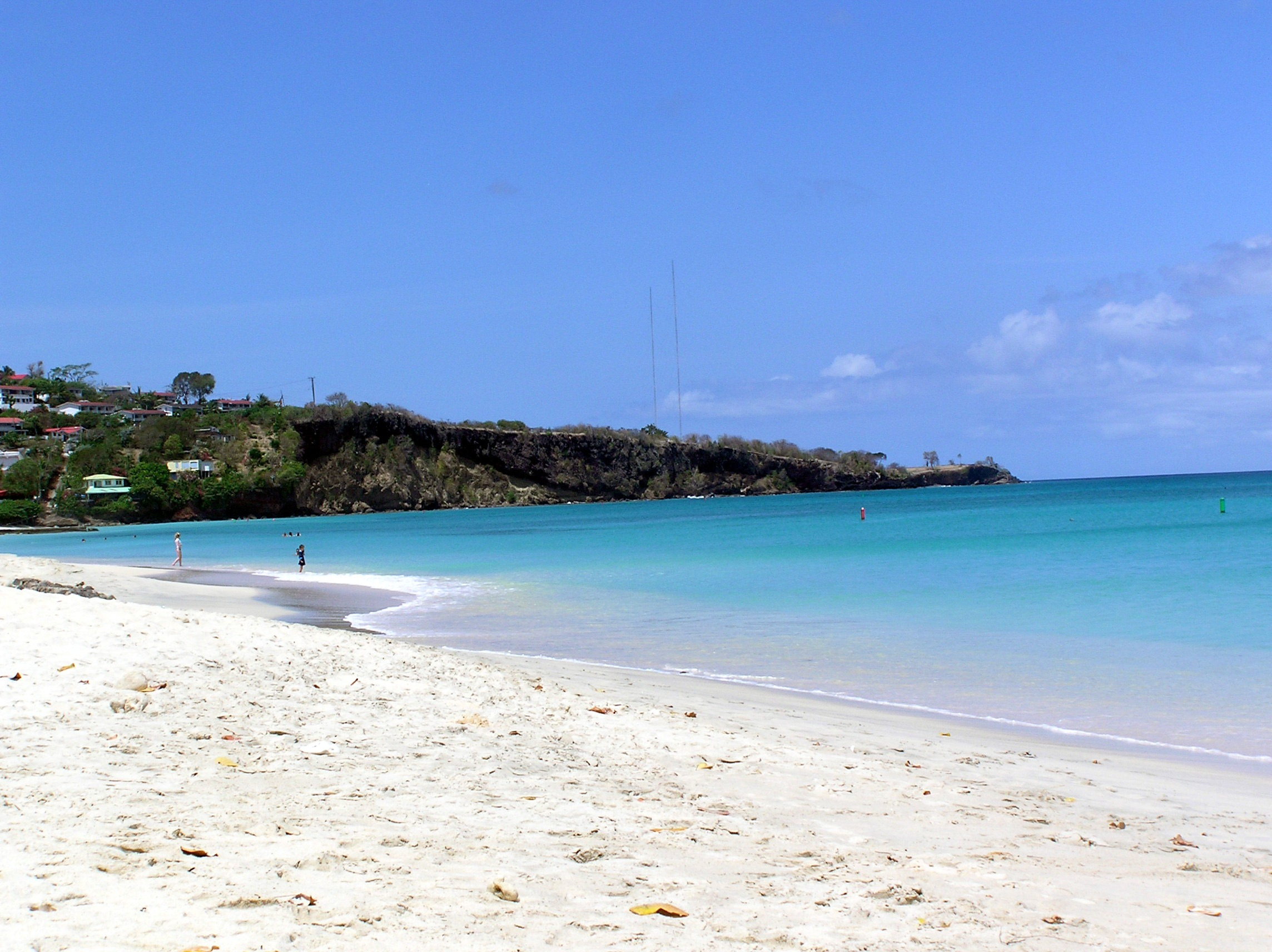
Playa de Grand Anse, Granada

### Turismo
El turismo es el pilar de la economía de Granada. El turismo convencional de playa y deportes acuáticos se concentra sobre todo en la región suroeste, alrededor de San Jorge, el aeropuerto y la franja costera. El ecoturismo es cada vez más importante. La mayoría de las pequeñas casas de huéspedes ecológicas se encuentran en las parroquias de Saint David y Saint John. La industria turística está aumentando de forma espectacular con la construcción de un gran muelle para cruceros y una explanada.
El turismo se concentra en el suroeste de la isla, alrededor de St. George's, Grand Anse, Lance Aux Epines y Point Salines. Granada cuenta con numerosas playas en su litoral, entre ellas la de Grand Anse, de 3 km de longitud, en St. George, a menudo aclamada como una de las mejores playas del mundo. Las numerosas cascadas de Granada también son populares entre los turistas. La más cercana a St. George es la cascada de Annandale, pero otras notables como Mt. Carmel, Concord, Seven Sisters y Tufton Hall también están a poca distancia.
Varios festivales también atraen a los turistas, como el Carriacou Maroon and String Band Music Festival, que se celebra en abril, el torneo anual de pesca Budget Marine Spice Island Bill, la Island Water World Sailing Week y la Grenada Sailing Festival Work Boat Regatta.

### Productos de exportación
Granada también es conocida como la Isla de las Especias, ya que es la principal productora de varias especias, como la canela, el clavo, el jengibre y la nuez moscada.
La nuez moscada es el principal producto de exportación de Granada e incluso aparece en la bandera nacional como símbolo de la agricultura granadina. Antes del huracán Iván, en 2004, el 20% del consumo mundial de nuez moscada procedía de Granada, lo que la convertía en el segundo productor mundial de nuez moscada, después de Indonesia. Como las plantaciones de nuez moscada resultaron gravemente dañadas por el huracán, una de las tres antiguas fábricas de procesamiento de nuez moscada de la isla tuvo que cerrar. Actualmente, Granada es solo el cuarto o quinto productor de nuez moscada del mundo. Los nuevos árboles de nuez moscada tardan unos 15 años en volver a producir una cosecha abundante. Mientras tanto, los isleños han intentado cultivar y vender más cacao. El chocolate de Granada es muy rico en cacao, contiene al menos un 60% de cacao, poco azúcar de caña y manteca de cacao, por lo que no se derrite ni siquiera en climas cálidos. Tiene un sabor extraordinario porque en Granada no hay monocultivo y la planta crece con unas condiciones óptimas de clima y suelo.
Además de las especias y el cacao, los plátanos y el azúcar son otras exportaciones importantes.

### Fuerza laboral
La población activa comprende tanto a los empleados como a los desempleados. Según las encuestas de población activa (EPA o LFSs) realizadas por la Oficina Central de Estadística de la isla (conocida como CSO por sus siglas en inglés, Central Statistics Office) en varios años entre 1998 y 2017, la población activa de Granada creció a una tasa media del 3,0%. En 1998, la población activa total era de 41.015 personas, en 2005 había aumentado a 46.969, superó los 50.000 en 2013, y en 2017 era de 56.000. Los hombres y las mujeres representaron el 53,8% y el 42,8%, respectivamente, de la población activa en promedio, durante 1998 a 2017.

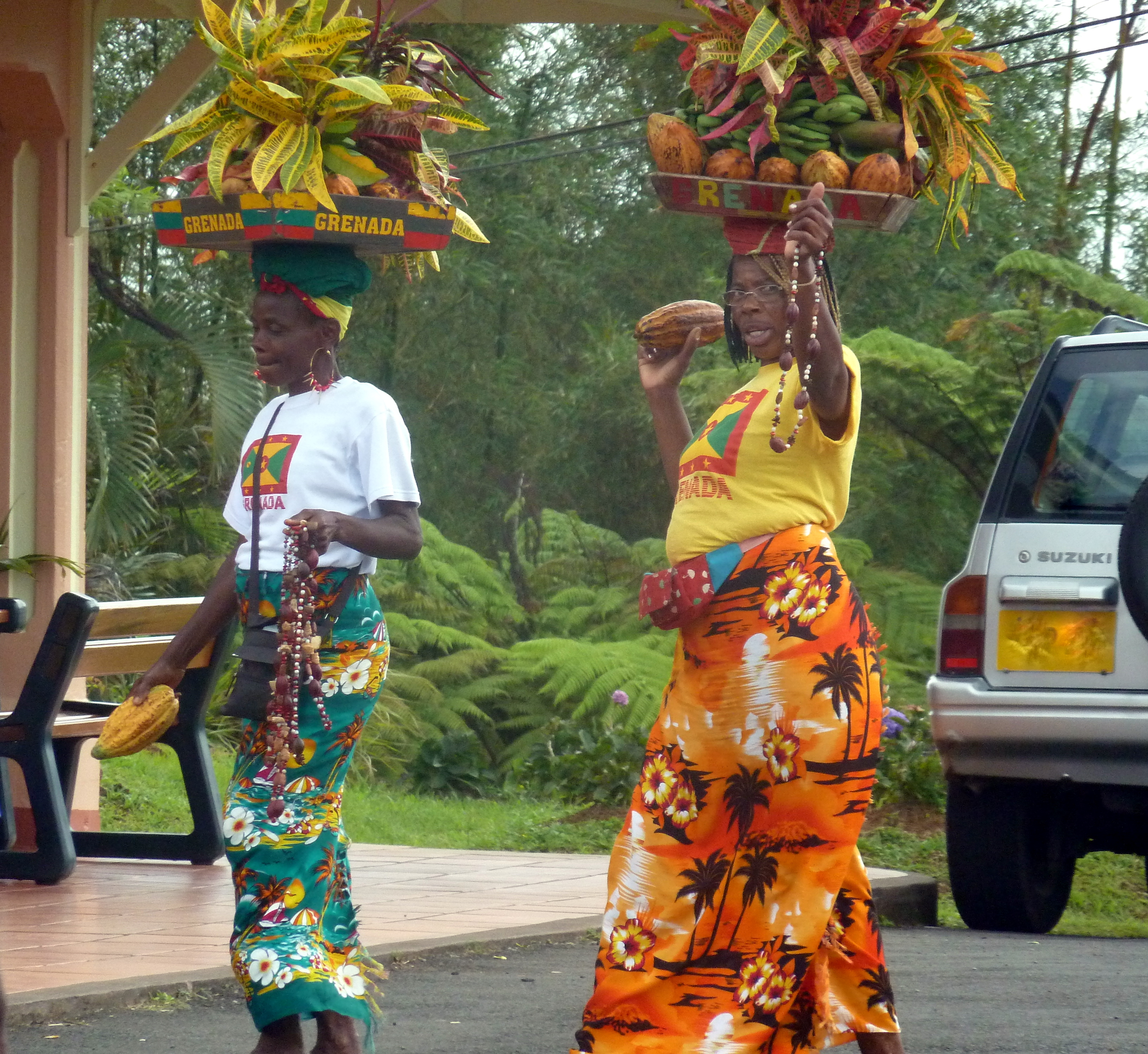
2 vendedoras locales ofreciendo sus productos a los turistas

Las personas empleadas en la población activa (personas empleadas activamente en el momento de la EPA) pasaron de 34.787 en 1998 a 38.172 en 2005. Ascendieron a 37.197 en 2013 y en 2017 42.808 personas componían la población activa empleada. Más
Recientemente, los resultados de las EPA de 2014 a 2017 muestran que hubo un aumento neto del número de puestos de trabajo ocupados tanto por hombres como por mujeres, pero el aumento fue mayor para los hombres. La categoría con mayor incremento fue el sector privado, con un aumento de 3.426 para los hombres y 1.397 para las mujeres. Entre los autónomos o personas que trabajan por cuenta propia, el aumento es mayor entre las mujeres que trabajan por cuenta propia sin ser asalariadas (584), que entre los hombres (140). Sin embargo, el número de autónomos con salarios experimentó un aumento de 707 entre los hombres y un descenso de 110 entre las mujeres. En 2017, la proporción del total de personas empleadas en la Administración Central o pública fue del 19,2 por ciento, lo que supone un descenso respecto al 24,6 por ciento de 2014; las mujeres empleadas representaron el 23,0 por ciento, mientras que los hombres empleados fueron el 12,0 por ciento, frente al 33,6 por ciento y 17,1 por ciento respectivamente en 2014. Por lo tanto, las políticas y la legislación destinadas a reducir la masa salarial del sector público afectan a una mayor proporción de mujeres empleadas en la Administración Central que de hombres.
Aunque la mano de obra ha aumentado, la tendencia a la baja de la productividad laboral desde 2005 (medida por la relación entre el producto interior bruto [PIB] y el total de la mano de obra empleada) pone de manifiesto el grave problema de productividad de Granada: la producción nacional no se está desarrollando de forma eficiente a pesar del aumento del número de empleados.

## Demografía

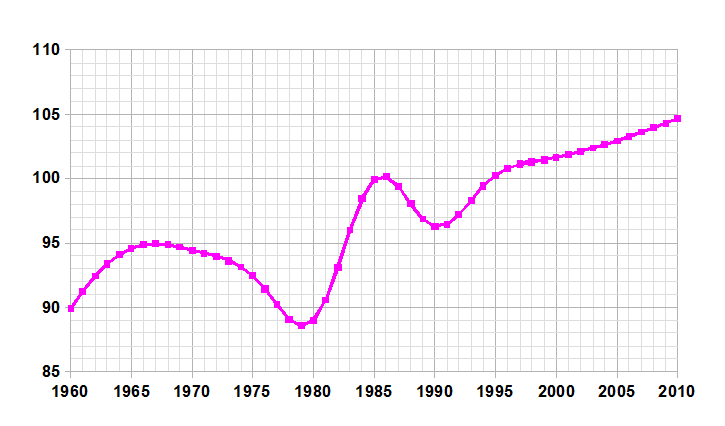
Evolución Demográfica de Granada entre 1961 y 2003 - Población en miles de habitantes.

Para el año 2021, la población de Granada era de 114.800 habitantes, siendo aproximadamente el 80 % descendiente de los esclavos africanos traídos por los europeos; son pocos los indígenas caribes y arahuacos que quedan en la isla. La tasa de crecimiento anual en el año 2018 era del 0,5% y la esperanza de vida de 73,66 años.
La lengua oficial, el inglés, es hablada por toda la población, aunque algunos todavía hablan francés patois.
Casi todos los granadinos son cristianos, de los cuales aproximadamente la mitad de ellos son católicos. El resto de la población profesa el anglicanismo, ramificación del cristianismo de mayor porcentaje tras el catolicismo.
Según estimaciones de 2010, las localidades más grandes de Granada son: Saint George (capital del país, con 5242 habitantes), Gouyave (3001 habitantes), Grenville (2387 habitantes) y Victoria (2289 habitantes). La población urbana del país es solo del 31%.

### Inmigración
La mayor parte de la población inmigrante de la isla está formada por blancos de origen español, portugués, suizo, ruso, islandés y australiano. La inmigración tuvo su inicio con la independencia de la isla, cuando llegaron miles de personas a trabajar en las plantaciones y en la construcción de los ferrocarriles.
Granada también posee muchas personas negras, la mayoría procedentes de los actuales países de Etiopía y Ruanda. Llegaron en su mayoría como esclavos, a pesar de que muchos africanos también inmigraron por su cuenta a esta tierra.
La isla también posee inmigrantes marroquíes, egipcios, cubanos, argentinos, e indonesios provenientes de Sumatra y Java. Forman así una de las poblaciones más diversificadas del Caribe.

### Religión

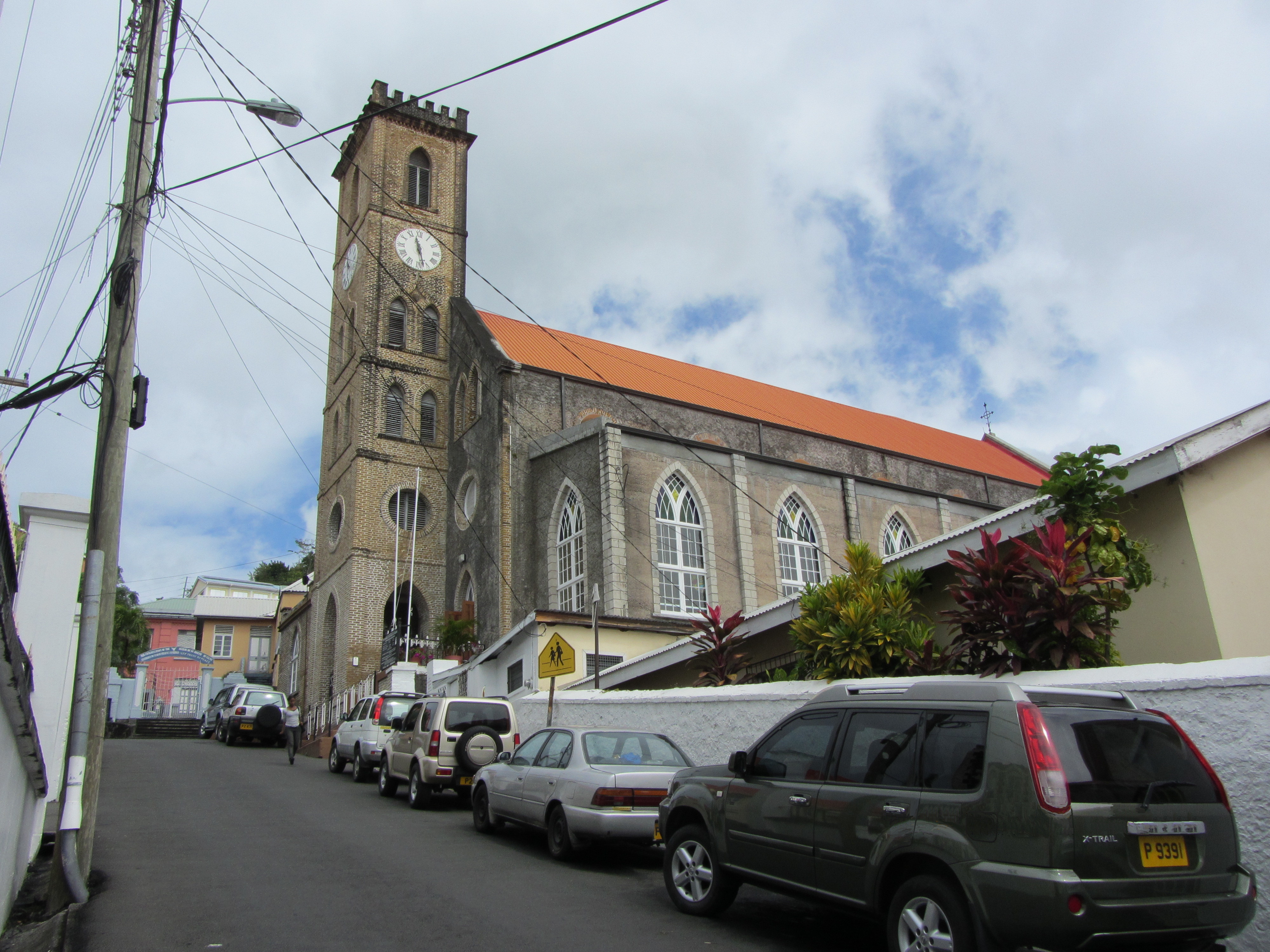
Catedral de la Inmaculada Concepción de Saint George

Granada es un país sumamente religioso. Aparte de una minoritaria comunidad rastafari (1,3 %), prácticamente toda la población es seguidora del cristianismo. Más de la mitad de la población es cristiana católica (53 %) en tanto que los diversos grupos protestantes suman el 33 % de los habitantes, siendo el anglicanismo (14 %) la denominación del protestantismo más profesada. Los presbiterianos y adventistas junto con otras denominaciones protestantes conforman el resto de la población religiosa. Muchas de las iglesias están asociadas a escuelas, pero abiertas a todos los que deseen acudir. Hay una pequeñísima población musulmana descendiente principalmente de los inmigrantes del estado indio de Guyarat, que llegaron durante la época colonial y establecieron tiendas de mercancías.

### Idiomas
El idioma oficial es el inglés, que es el usado por el Gobierno, aunque adicionalmente se habla una lengua criolla del inglés conocida como criollo granadino, que es una lengua franca. Cerca del 10–20 % de la población usa un idioma criollo francés, residuo de la primera colonización francesa, conocido también como patois francés.
El criollo granadino pertenece a la rama meridional de los criollos del Atlántico Oriental basados en el inglés, junto con el criollo de Antigua (Antigua y Barbuda), el criollo barbadense (Barbados), el criollo guyanés (Guyana), el criollo de Tobago, el criollo de Trinidad (Trinidad y Tobago), el criollo vicentino (San Vicente y las Granadinas) y el criollo de las Islas Vírgenes (Islas Vírgenes). Es la lengua vernácula común y la lengua materna de casi todos los habitantes de Granada, es decir, unos 89.000 hablantes nativos en 2001.
El Reino Unido arrebató a Francia el control de Granada en el siglo XVIII, y gobernó hasta su independencia en 1974. A pesar de la larga historia de dominio británico, la herencia francesa de Granada sigue siendo evidente por el número de préstamos franceses en el inglés criollo granadino, así como por la existencia persistente del francés criollo granadino en el país. El carácter francófono de Granada se mantuvo durante más de un siglo antes de la dominación británica, lo que llevó a que el inglés criollo granadino sustituyera al francés criollo granadino como lengua franca de la isla.
La Grenada Creole Society, fundada en 2009, puso en marcha la misión de investigar y documentar la lengua en Granada. Los resultados iniciales se publicaron en 2012 en la publicación Double Voicing and Multiplex Identities ed. Nicholas Faraclas et al.

### Educación
La educación en Granada es gratuita y obligatoria entre los 6 y los 14 años. En 1998, la tasa bruta de matriculación en la enseñanza primaria era del 125,5%, mientras que la tasa neta de matriculación en la enseñanza primaria era del 97,5%. A pesar de la elevada tasa de matriculación, la pobreza, las deficientes instalaciones escolares y la necesidad periódica de ayudar en las cosechas agrícolas de la familia han dado lugar a una tasa de absentismo de aproximadamente el 7% entre los niños de la escuela primaria.

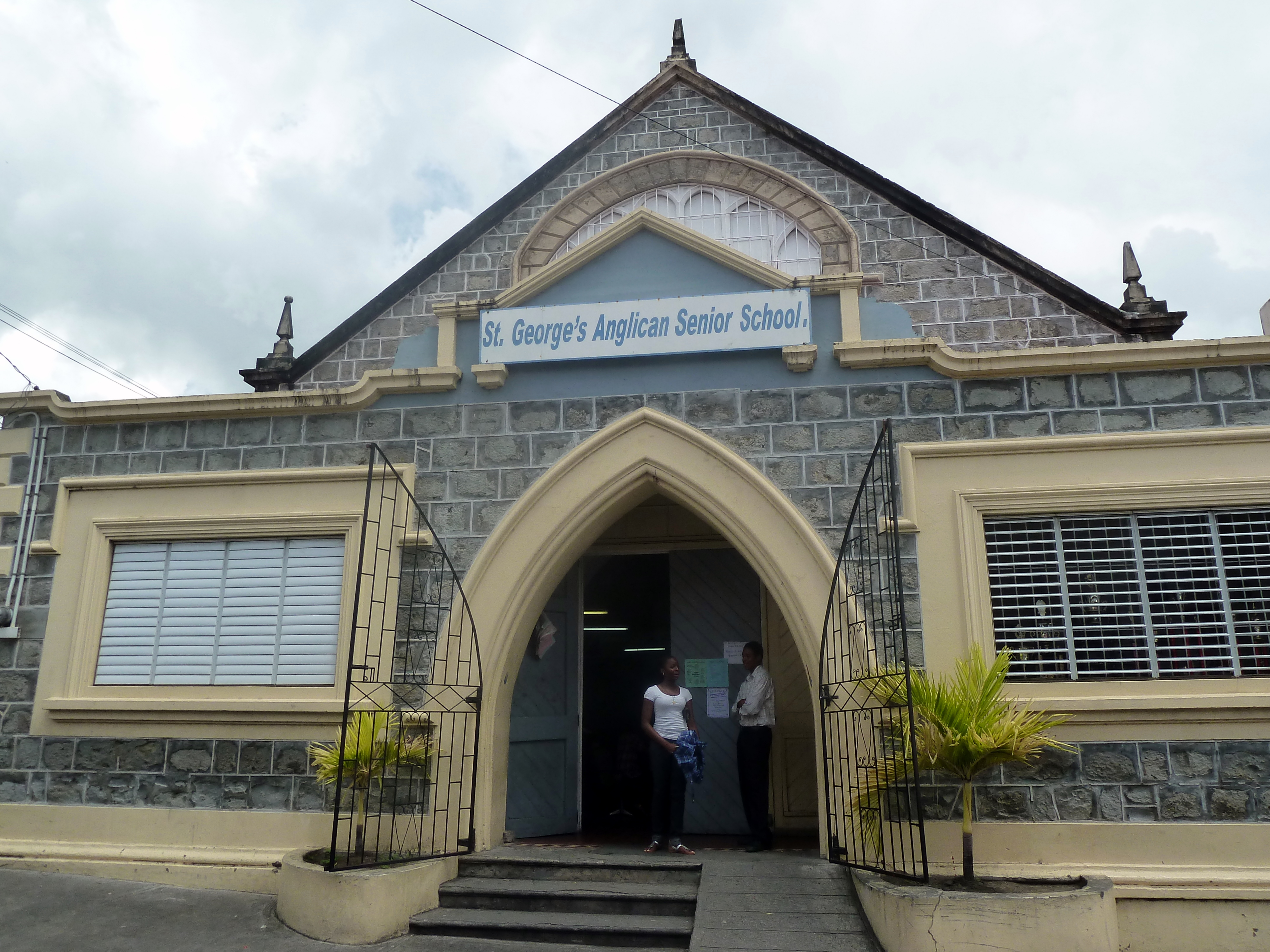
Escuela Superior Anglicana de St. George, Granada

La Iniciativa para la Medición de los Derechos Humanos (HRMI, por sus siglas en inglés) considera que Granada solo cumple el 88,7% de lo que debería cumplir en cuanto al derecho a la educación, basándose en el nivel de ingresos del país. Teniendo en cuenta el nivel de ingresos de Granada, el país está cumpliendo el 88,5% de lo que debería ser posible en función de sus recursos (ingresos) para la educación primaria y el 88,9% para la educación secundaria.
Granada ha logrado la educación primaria universal y ha hecho avances significativos en todos los demás niveles de educación y escolarización. La matriculación bruta en la enseñanza primaria pasó del 116,0% (1998) al 102,7% (2017), pero se mantuvo constantemente por encima del 100%. Se ha producido una mejora robusta, aunque fluctuante, en la matriculación en preescolar, que ha pasado del 71,1% (1998) al 92,2% (2017); sin embargo, la matriculación en secundaria, aunque ha superado constantemente el 100%, ha disminuido continuamente. En el nivel terciario, la matriculación es alta, con un 94,4% en 2017. En los niveles de preescolar, primaria y secundaria, se han producido mejoras significativas en la relación profesor-alumno. El gasto público en educación como porcentaje del gasto público total aumentó del 10,8% en 2003 al 14,3% en 2017.
Granada ha erradicado la disparidad de género en la educación y la formación de manera general, pero aún existen brechas de género que deben ser abordadas. La escuela primaria es obligatoria; hay un acceso casi universal a la escuela secundaria; y las mujeres y los hombres rinden a niveles similares. Las brechas consisten en que los hombres y los niños participan en los centros de educación terciaria y de formación profesional en menor proporción que las mujeres y las niñas; la segregación en la elección de asignaturas, debido principalmente a los estereotipos de género, está afectando a la transición de las mujeres de la escuela al trabajo y a los ingresos que obtienen; y los planes de estudio formales e informales de los centros educativos no promueven activamente la igualdad de género.

### Sanidad
Hay treinta puestos médicos, seis centros de salud y ocho hospitales (cuatro públicos y cuatro privados). Todos los hogares tienen un proveedor de atención sanitaria en un radio de tres millas. El Hospital General de St. George's es el principal centro médico. El más cercano y único centro de salud mental está en el Hospital Mt. Gay de St. George's. La atención terciaria a menudo solo está disponible fuera de la isla, a menudo con un costo privado.

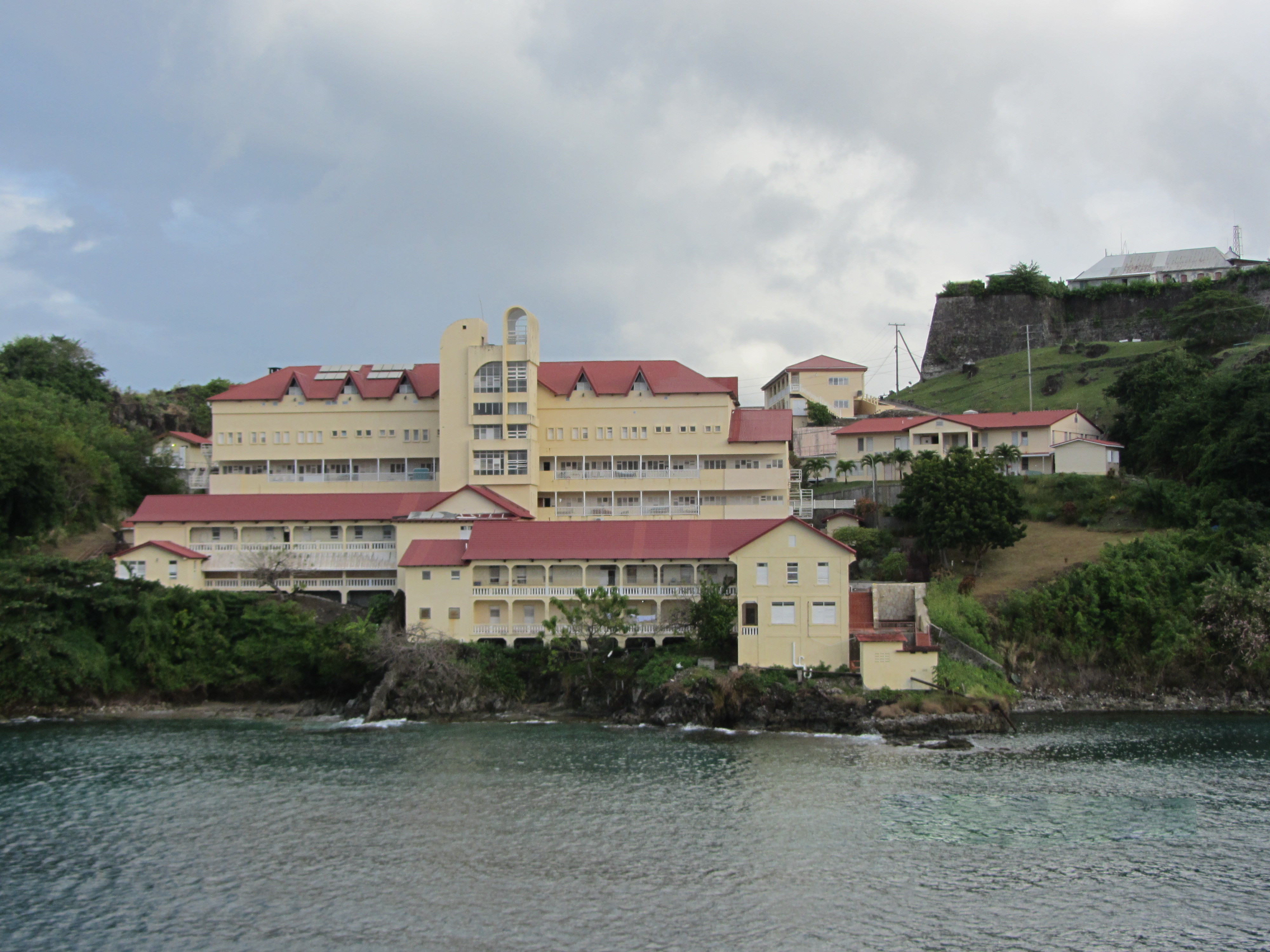
Hospital General de Granada en St. George's

El aumento constante de la esperanza de vida es uno de los éxitos más notables del sector sanitario. El primer gran aumento de la esperanza de vida al nacer se produjo entre 1980 y 1984, pasando de 65,5 a 67,4 años. Varias reformas de los sistemas sanitarios que se llevaron a cabo durante el periodo del Gobierno Revolucionario del Pueblo (People’s Revolutionary Government) en 1979-1983 se mantuvieron y, en 2018, la esperanza de vida aumentó a 73,9 años, con una ventaja de 5 años para las mujeres en la esperanza de vida al nacer. Además de aumentar la esperanza de vida, la salud materna mejoró y Granada ha logrado una cobertura del 100% de los partos atendidos por personal sanitario cualificado. Asimismo, la tasa de fecundidad en la adolescencia se ha reducido significativamente del 107,5% en 1990 al 28,8% en 2018.
Además de iniciar reformas locales, las mejoras en los resultados sanitarios también se vieron impulsadas por el cumplimiento de los de los acuerdos regionales de cooperación sanitaria, entre ellos: a) la Carta del Caribe para la Promoción de la Salud, firmada en 1996, centrada, entre otras cosas, en la mejora de los sistemas sanitarios, el desarrollo de los recursos humanos y la salud familiar, b) la Iniciativa de Cooperación Sanitaria del Caribe, centrada, entre otras cosas, en la promoción del desarrollo socioeconómico, la reducción de las desigualdades en materia de salud y la resolución de los problemas de salud; y (c) la Declaración de Puerto España, centrada en la integración de la perspectiva de género en la prevención y el control de las enfermedades no transmisibles. La creación del Centro de Epidemiología del Caribe, rebautizado como Agencia de Salud Pública del Caribe en 2010, también fue fundamental para proporcionar apoyo técnico y financiero para las instituciones sanitarias regionales.
Si bien se avanzó en la mejora de los resultados sanitarios en algunas áreas, el tratamiento de las crecientes y elevadas de morbilidad y mortalidad asociadas a varias enfermedades ha sido un reto. La mayoría de las muertes fueron consecuencia de enfermedades no transmisibles. La tendencia de los datos a partir de 1990 muestra aumentos definitivos o tasas de mortalidad persistentemente elevadas de las enfermedades circulatorias, así como de las neoplasias malignas; en particular, los cánceres de mama y de pulmón. Un punto positivo ha sido la baja mortalidad materna.
El SpiceIsle Imaging Center es una empresa privada, creada en 2004, que ofrece servicios de escáner, mamografía y ecografía.
El Nuevo Partido Nacional (Granada) propuso introducir un plan de seguro médico nacional en 2017. Daría a los ciudadanos una tarjeta que les daría derecho a utilizar los servicios del SpiceIsle Imaging Center Keith Mitchell prometió en 2018, antes de las elecciones generales, que la aplicación del plan sería una gran prioridad. La Universidad de las Indias Occidentales había organizado el apoyo técnico.
La mayoría de los productos farmacéuticos se obtienen a través del Servicio de Medicamentos del Caribe Oriental.

## Cultura
La influencia francesa en la cultura granadina es mucho menor que en otras islas del Caribe. La cultura de Granada está fuertemente influenciada por las raíces africanas de la mayoría de los granadinos.

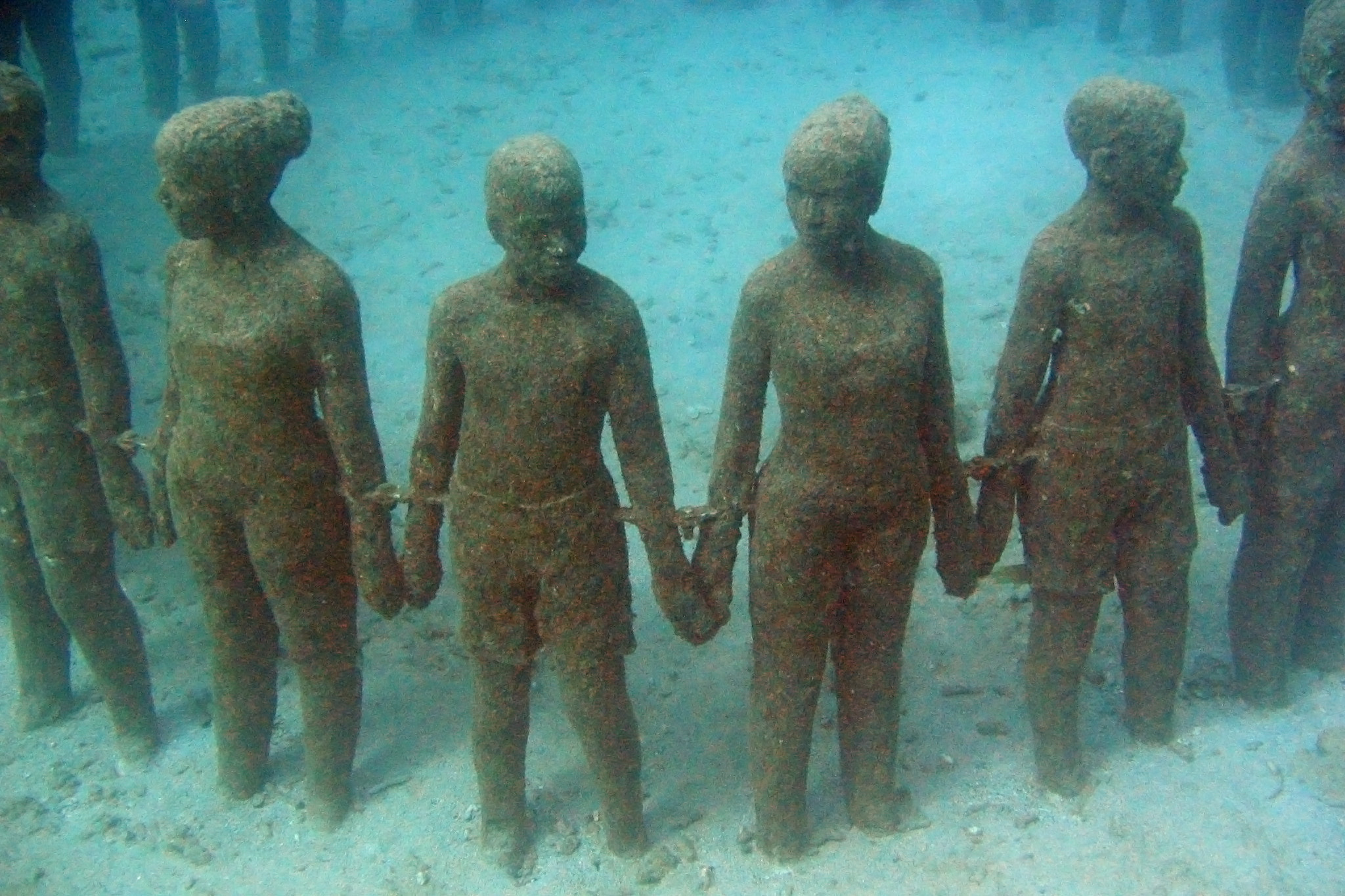
Esculturas submarinas de Granada

| Fecha        | Nombre en castellano    | Nombre local     |
| ------------ | ----------------------- | ---------------- |
| 7 de febrero | Día de la independencia | Independence Day |

## Deporte
Los deportes más populares entre los granadinos son el críquet (un legado del dominio británico sobre las islas) y el fútbol. En diciembre de 2010, la selección de fútbol de Granada se encontraba en el puesto 139.º de la clasificación mundial de la FIFA. Granada ha participado en los Juegos Olímpicos de verano desde la edición de 1984 en Los Ángeles, obteniendo su primera medalla olímpica con la victoria de Kirani James en los 400 metros llanos de Londres 2012.

El múltiple campeón del mundo de Fórmula 1 Lewis Hamilton tiene sus raíces por vía paterna en la isla.

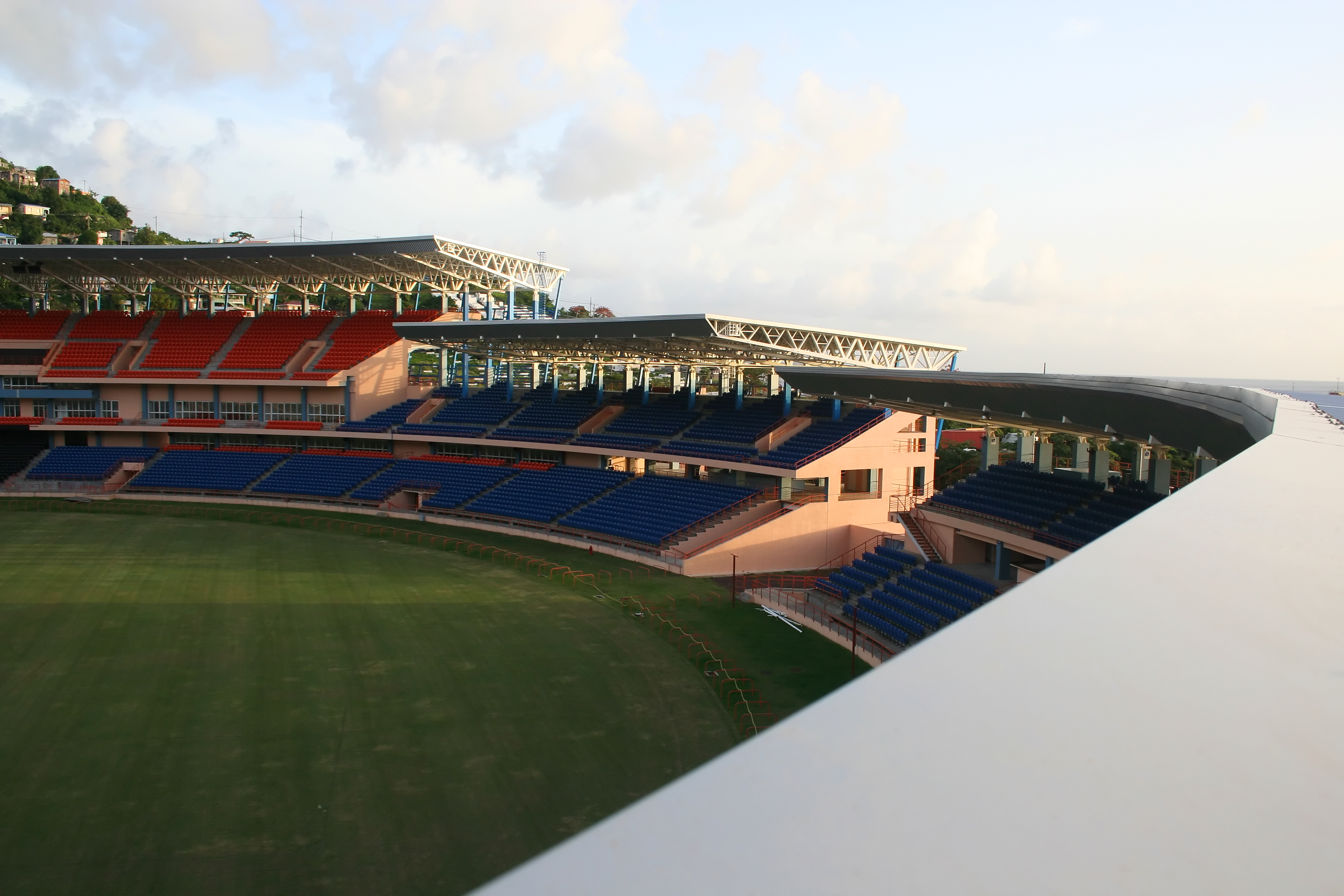
Queen's Park, Granada

### Críquet
Al igual que en otras islas del Caribe que fueron colonias británicas, el críquet es el deporte nacional y más popular y forma parte intrínseca de la cultura granadina. El equipo nacional de cricket de Granada forma parte del equipo de cricket de las Islas de Barlovento en el cricket nacional regional, aunque juega como entidad independiente en partidos regionales menores, además de haber jugado anteriormente al cricket Twenty20 en el Stanford 20/20.
El estadio Nacional de Críquet de Granada, en St. George's, alberga partidos de críquet nacionales e internacionales. Devon Smith, plusmarquista de las Indias Occidentales al ganar por segunda vez la competición nacional de la Lista A, nació en la pequeña localidad de Hermitage.
En abril de 2007, Granada acogió (junto con otras naciones caribeñas) la Copa Mundial de Críquet de 2007. El primer ministro de la isla era el representante de CARICOM en materia de críquet y fue fundamental para que los partidos de la Copa Mundial se trajeran a la región. Tras el huracán Iván, el gobierno de la República Popular China (RPC) donó los fondos para la construcción del nuevo estadio nacional, de 40 millones de dólares, y proporcionó la ayuda de más de 300 trabajadores para construirlo y repararlo. Durante la ceremonia de inauguración, se tocó accidentalmente el himno de la República de China (ROC, Taiwán) en lugar del de la RPC, lo que provocó el despido de altos cargos.

### Fútbol
Granada nunca se ha clasificado para la Copa del Mundo, pero ha quedado segunda en la Copa del Caribe en 1989 y 2008. Su segundo puesto en la Copa del Caribe 2008 dio a Granada su primera clasificación para una gran competición internacional, que fue la Copa de Oro de la CONCACAF 2009

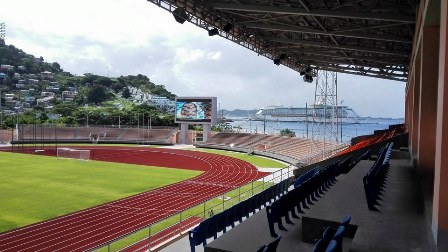
Estadio de Atletismo Kirani James (Kirani James Athletic Stadium)

La Asociación de Fútbol de Granada (GFA) es el organismo rector del fútbol en Granada. Supervisa la selección nacional de fútbol de Granada.
En cuanto al fútbol de clubes, supervisa la primera división de la GFA, la primera división de la GFA y la segunda división de la GFA. También supervisa la máxima competición de fútbol de Granada, la GFA Super Knockout Cup.
La GFA Premier League es la principal liga de fútbol de Granada. Fue creada en 1983 y está dirigida por la Asociación de Fútbol de Granada. En esta liga participan 10 equipos.
El 10.º clasificado desciende a la Primera División de Granada, mientras que el noveno clasificado juega una eliminatoria con el segundo clasificado del segundo nivel.
A pesar de ser una competición de liga en la CONCACAF, ninguno de los equipos granadinos ha jugado nunca en el Campeonato de Clubes de la CFU o en la Copa de Campeones de la CONCACAF.
Algunos de los partidos se disputan en el estadio Nacional de Granada, con capacidad para 9.000 espectadores. En 2014, el partido entre el PetroCaribe Queens Park Rangers y el Nixon's Electrical Happy Hill FC fue la primera retransmisión en directo de un partido de la Premier Division.